# Trận Sedan (1870)
Trận Sedan là một trận chiến quan trong cuộc Chiến tranh Pháp-Đức (1870–1871), đã diễn ra vào 1 tháng 9 năm 1870 tại Sedan trên sông Meuse, miền Đông Bắc nước Pháp. Dưới sự chỉ huy trực tiếp của Vua Phổ Wilhelm I và Tổng tham mưu trưởng Helmuth von Moltke, các lực lượng Phổ-Đức thuộc Binh đoàn số 3 thuộc quyền Thái tử Friedrich Wilhelm của Phổ và Binh đoàn sông Maas thuộc quyền Thái tử Albert của Sachsen đã hợp vây tiêu diệt Binh đoàn Châlons chủ lực của Pháp dưới quyền Thống chế Patrice de Mac-Mahon, buộc 83.000 quân tướng Pháp (trong đó có Hoàng đế Napoléon III) phải đầu hàng ngày 2 tháng 9. Được nhìn nhận là "thắng lợi vĩ đại nhất của quân đội Phổ trong thế kỷ 19" (theo Jonathan Steinberg), trận chiến Sedan đã góp phần dẫn đến sự sụp đổ của Đế chế thứ hai trong lịch sử Pháp và sự thành lập Đế chế thứ hai trong lịch sử Đức. Mặc dù cuộc chiến vẫn chưa kết thúc, trận đánh trên thực tế đã quyết định cục diện chiến tranh với phần thắng thuộc về Phổ và các đồng minh Đức.
Sau hàng loạt thắng lợi của quân đội Đức, quân đội Pháp bị cắt làm đôi giữa tháng 8 năm 1870. Để lại Binh đoàn số 1 và 4 quân đoàn thuộc Binh đoàn số 2 vây hãm Binh đoàn sông Rhin dưới quyền Thống chế Pháp Bazaine ở Metz, tướng Moltke biến phần còn lại của Binh đoàn số 2 thành Binh đoàn sông Maas dưới quyền Thái tử Albert của Vương quốc Sachsen để cùng với Binh đoàn số 3 do Thái tử Friedrich Wilhelm của Vương quốc Phổ  chỉ huy tiến về hướng tây để đánh dứt điểm cánh quân của Thống chế MacMahon. Trong khi đó, sau khi thành lập Binh đoàn Châlons, MacMahon và Napoléon III quyết định hành quân giải vây cho Metz từ hướng tây bắc. Tuy nhiên, Moltke đã phát giác được cuộc hành quân này và ông nhanh chóng ra lệnh cho các đạo binh của hai Thái tử Đức rẽ sang hướng tây bắc để truy lùng MacMahon. Quân Đức bắt kịp và đánh bại một quân đoàn của MacMahon ở Beaumont ngày 30 tháng 8, buộc viên Thống chế rút quân vào Sedan gần biên giới Pháp-Bỉ. Tại đây, Moltke huy động 20 vạn quân hình thành thế gọng kìm bao vây tiêu diệt Binh đoàn Châlons.
Trận chiến mở đầu vào rạng sáng ngày 1 tháng 9 năm 1870, và diễn tiến với những đợt bắn cấp tập của đại bác Đức. Các khẩu pháo rãnh xoắn nạp hậu tối tân của Đức nhanh chóng chiếm ưu thế tuyệt đối trước đại bác Pháp và xé xác hàng nghìn binh sĩ, ngựa chiến của Pháp. Bên cạnh đó, lính thủy quân lục chiến Pháp đã anh dũng cầm cự tại Bazeilles trước khi bị quân Nam Đức đánh đuổi khỏi đây. Buổi đầu trận đánh, MacMahon bị thương do trúng một quả đạn pháo của Đức. Người kế nhiệm ông là tướng Auguste Ducrot lập tức phát lệnh triệt binh, nhưng viên tướng vừa được chính quyền Paris phái đến là De Wimpffen đã tới trận địa và hủy bỏ mệnh lệnh của Ducrot. Giữa ngày, quân đội Đức đã khép kín vòng vây của mình. Buổi chiều, họ đập tan các cuộc phản công trong tuyệt vọng của quân đoàn kỵ binh nhẹ Chasseurs d'Afrique tại Floing, cách Sedan không xa về phía bắc. Chênh lệch không nhỏ giữa con số thiệt hại của quân đội hai bên trong trận chiến đã nói lên sự ưu việt của đại bác Đức. Chỉ có một ít đơn vị quân Pháp là thoát được sang Bỉ, nơi họ bị giải giáp. Cuối cùng, đứng trước tình hình vô vọng, Napoléon quyết định đầu hàng. Ông ta sai quân cắm cờ trắng trên nóc thành lũy Sedan, bất chấp sự phản kháng của tướng De Wimpffen. Hai bên tiến hành ngừng bắn vào tối hôm đó.
Các cuộc đàm phán về điều kiện đầu hàng của quân đội Pháp kéo dài tới ngày hôm sau, khi văn kiện đầu hàng được Wimpffen ký kết. Hoàng đế nước Pháp cùng 83.000 của mình bị bắt làm tù binh. Thắng lợi quyết định ở Sedan đã dọn đường cho quân đội Đức tiến đánh và bao vây Paris, nơi một chính phủ Cộng hòa vừa lên nắm quyền, vào ngày 19 tháng 9 năm 1870.

## Bối cảnh
Ngày 6 tháng 8 năm 1870, trong khi Binh đoàn số 3 của Đức do Thái tử Friedrich Wilhelm chỉ huy đè bẹp Quân đoàn I Pháp dưới quyền Thống chế Mac-Mahon ở Frœschwiller-Wœrth ở hướng nam, các thành phần thuộc Binh đoàn số 1 và 2 Đức đánh thắng Quân đoàn II Pháp do Frossard chỉ huy ở Spicheren về phía bắc. Hai thất bại ban đầu này làm suy sụp tinh thần Binh đoàn sông Rhin do Hoàng đế Napoléon III trực tiếp chỉ huy và bắt đầu chia cắt các bộ phận quân chủ lực Pháp. Trước tình hình đó, ngày 7 tháng 8 năm 1870, Napoléon sai 3 quân đoàn I, V, VII rút về Châlons-sur-Marne để thành lập một binh đoàn mới do MacMahon chỉ huy, trong khi các quân đoàn II, III, IV, VI và Cận vệ Đế chế tập kết tại Metz, trước khi rút xuống Verdun và tới Châlons để hội quân với MacMahon. Đến ngày 12 tháng 8, Napoléon trao quyền tổng chỉ huy Binh đoàn sông Rhin cho Thống chế Bazaine ngày 12 tháng 8. Ngày 16 tháng 8, hai quân đoàn III và X Phổ giáng cho Binh đoàn sông Rhin một thất bại chiến lược ở Mars-la-Tour, chặn mất đường rút của Pháp xuống Verdun. Bazaine buộc phải sai quân quay trở lại Metz. Hai ngày sau (18 tháng 8), Vua Phổ Wilhelm I và Tổng tham mưu trưởng Helmuth von Moltke dốc toàn lực Binh đoàn số 1 và số 2 đánh Binh đoàn sông Rhin trên một trận tuyến kéo dài từ Gravelotte đến St. Privat-la-Montagne. Quân Pháp thua trận chạy vào pháo đài Metz.

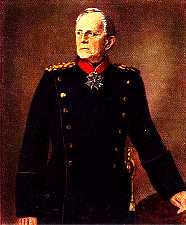
Tổng tham mưu trưởng quân đội Đức, tướng Helmuth von Moltke

Khác với vua Wilhelm I, Moltke không dám chắc rằng chiến thắng Gravelotte và sự cô lập Binh đoàn sông Rhin trong khu vực Metz là thời điểm quyết định của cuộc chiến. Vì vậy, vào buổi sáng ngày 19 tháng 8 năm 1870, ông chuyển trọng tâm của mình sang đạo quân của MacMahon tại Châlons ở hướng tây. Được sự chấp thuận của đức vua, Moltke ra chỉ thị tách các Quân đoàn Vệ binh, IV và II từ Binh đoàn số 2 và để lại 4 quân đoàn còn lại của binh đoàn này ở Metz để phối hợp với Binh đoàn số 1 bao vây Binh đoàn sông Rhin. Từ ba quân đoàn kia, Moltke thành lập Binh đoàn sông Maas dưới sự thống lĩnh của Thái tử Albert của Sachsen. Sau khi nghỉ ngơi vào các ngày 19 và 20 tháng 8, Binh đoàn sông Maas và Binh đoàn số 3 đã xuất hành về phía tây vào ngày 21 để giải quyết cánh quân của MacMahon và dứt điểm chiến dịch đánh Pháp.
Sau khi từ biệt Binh đoàn sông Rhin, Napoléon đến Châlons với MacMahon vào ngày 16 tháng 8. Tại đây, vào ngày 21 tháng 8, họ đã thành lập Binh đoàn Châlons gồm 14 vạn lính và 564 cỗ đại bác. Lực lượng của binh đoàn mới này bao gồm nòng cốt của các Quân đoàn I, V và VII, cùng với Quân đoàn XII mới được thành lập dưới quyền tướng Trochu, cộng thêm các tân binh và tiểu đoàn kho vừa được điều đến để bù đắp thiệt hại của quân Pháp trong các trận đánh ở biên giới trước đó, và 18 tiểu đoàn Vệ binh cơ động sông Seine. Trong khi đó, tại Paris, hung tin về những chiến bại ban đầu và sự mắc bẫy của Bazin ở Metz đã gây cho dư luận đau buồn và trở nên phẫn nộ. Niềm tin vào chính quyền Đế chế bị xuống dốc và các cuộc bạo động của phe cộng hòa bùng phát. Trước tình hình đó, Hoàng hậu Eugenia và Bộ trưởng Chiến tranh Palikao liên tục đánh điện thúc giục Napoléon rằng ông ta không thể dẫn Binh đoàn Châlons về Paris như một vị hoàng đế bại trận, vì điều này sẽ dẫn đến sự sụp đổ hoàn toàn của Đế chế. Trước áp lực của dư luận đòi giải nguy cho Bazaine, cộng thêm áp lực về sự cần thiết của một thắng lợi, MacMahon và Napoléon quyết định hành động. Rời Châlons, họ tiến quân đến Rheims và sau đó đến Montmédy trong một nỗ lực nhằm đi vòng sườn phía bắc của quân đội Moltke và giải vây cho Metz từ hướng tây bắc.

### Phía Đức truy bắt đối phương
Trong khi đó, vào ngày 23 tháng 8, các đạo quân của Moltke tiếp tục tiến về hướng tây, cánh phải tiến theo hướng Ste Ménéhould, cánh trái kéo về Vitry-le-François trong khi quân kỵ binh – nhất là của TBinh đoàn số 3 – tiến xa lên phía trước. Hai pháo đài lớn Verdun và Toul nằm chắn đường tiến của quân Đức, nhưng không thể trì hoãn đáng kể bước tiến của quân Đức. Với quân số dồi dào, vị tướng Phổ có thừa binh lực để chia quân ra phong tỏa hai pháo đài đồng thời cử công binh xây dựng các đoạn đường vòng và thậm chí là đường sắt, như ở Metz. Khó khăn cơ bản của Moltke trong cuộc tiến quân của mình nằm ở việc ông chưa xác định được vị trí của đối phương. Trong ngày 23 tháng 8, phía Đức được báo cáo là quân địch đã rời Châlons. Ngày 24 tháng 8, Trung đoàn Long kỵ binh Rhein (Sư đoàn Kỵ binh số 4) đã phát hiện doanh trại Mourmelon bị bỏ trống của MacMahon ở Châlons và tìm thấy một số lượng lớn quân trang, quân dụng mà quân Pháp bỏ lại. Hoạt động của kỵ binh Phổ đã chứng thực thông tin đang được đưa tới Moltke từ một bản doanh khác rằng MacMahon đã rút xuống Rheims.

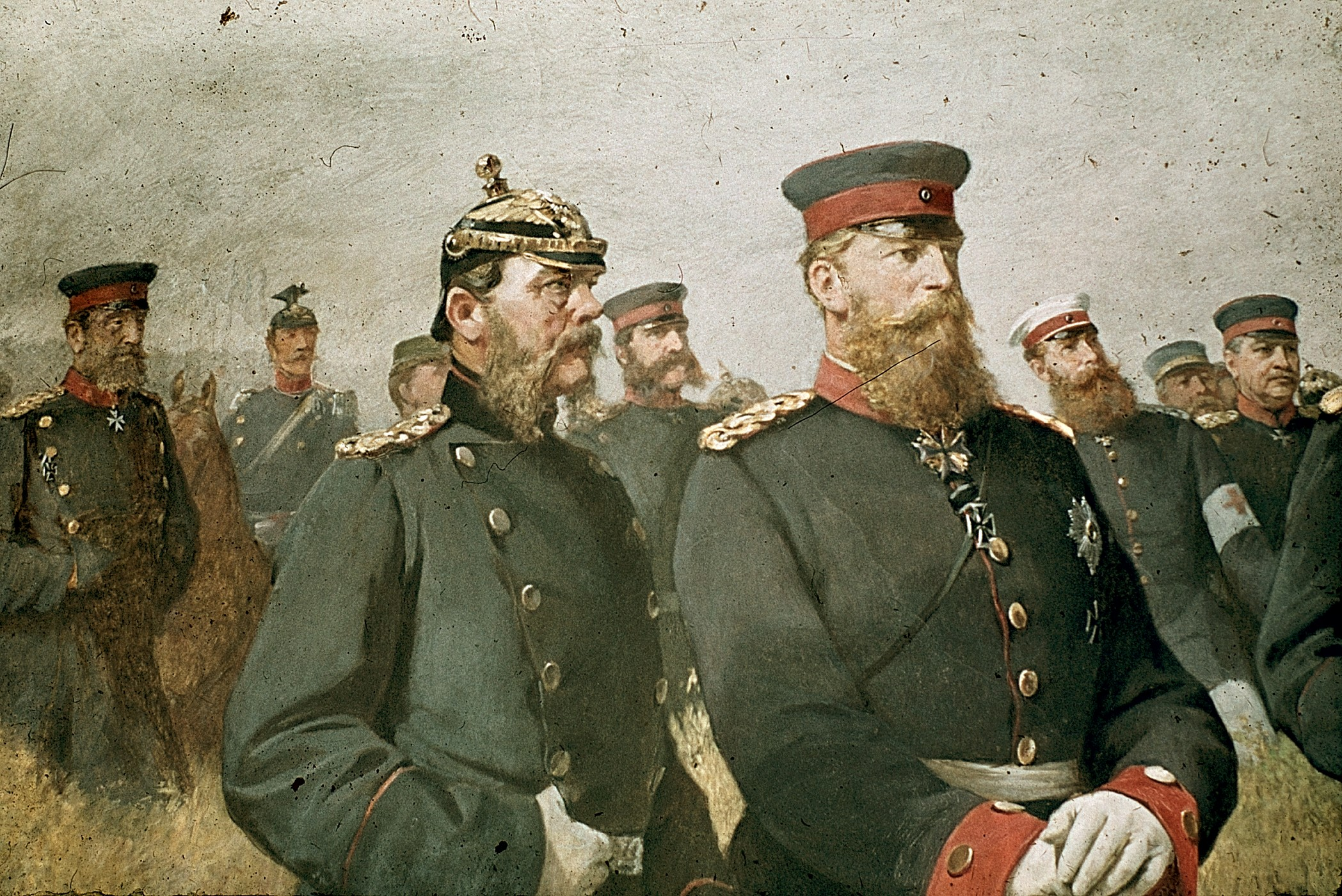
Thái tử Friedrich của Phổ (phải) và Thái tử Albert của Sachsen (trái, đội mũ sắt Pickelhaube) tại Sedan.

Nhưng Bộ Tổng Chỉ huy của vua Phổ ở Bar-le-Duc vẫn chưa nắm được mục đích của MacMahon. Họ đặt giả định đây là một mưu đồ của viên Thống chế hòng yểm trợ Paris. Tham mưu trưởng Binh đoàn số 3, Blumenthal, nhận định đây là một cuộc hành quân điển hình nhằm thiết lập một vị trí trên sườn của tuyến hành quân của đối phương. Bộ Tổng chỉ huy cũng đặt ra một khả năng rằng áp lực chính trị buộc MacMahon phải đem quân đi cứu Bazaine, song Moltke vẫn chưa dám chắc. Các mệnh lệnh mà ông ban bố ngày 25 tháng 8 đã yêu cầu thực hiện nhiều cuộc trinh sát về phía bắc, đồng thời hình dung khả năng chia một đạo quân tiến về Rheims, song vẫn không thay đổi hướng tiến quân của quân đội Đức. Phải đến đêm ngày 24 tháng 8 thì Bộ Tổng chỉ huy Đức mới có được những tin tức rõ ràng hơn: đó là một bản thông điệp từ Luân Đôn được viết dựa trên ghi nhận của báo giới Paris, theo đó MacMahon đang ở Rheims và "gắng sức hội quân" với Bazaine. Nhưng thông tin này vẫn chưa đủ để Moltke thay đổi hoàn toàn hướng tiến quân của mình. Các mệnh lệnh mà ông ban bố ngày 25 và 26 tháng 8 quy định các cánh quân Đức nhỉnh hướng hành quân sang phía bắc, tiến về phía Rheims thay vì Châlons. Quân kỵ binh được lệnh thám sát xa về phía tây-bắc; và, nếu không có mệnh lệnh nào, quân Đức sẽ dừng bước trên tuyến Vitry-le-François - Ste Ménéhould ngày 27 tháng 8.
Thông tin mà Moltke chờ đợi cuối cùng cũng đến vào buổi chiều ngày 25 tháng 8. Các tờ báo Pháp tiết lộ bí mật bằng việc đăng các bài phát biểu của Hội đồng Quốc gia Pháp, theo đó nước Pháp sẽ bị thóa mạ nếu như Bazaine bị đồng cấp của mình bỏ rơi tại Metz. Thêm vào đó, một bản điện báo gửi đến từ Luân Đôn, trích dẫn báo Le Temps của Paris ngày 23 tháng 8, cho biết MacMahon đã thình lình quyết định điều gấp quân đi cứu Bazaine, mặc dù việc bỏ lửng con đường đến Paris đặt sự an nguy của nước Pháp vào tình trạng bị đe dọa. Trước đêm, Vua Wilhelm I của Phổ chấp thuận thay đổi hướng hành quân và trong đêm hôm đó ông lần lượt ban bố mệnh lệnh đổi hướng cho các quân đoàn dưới quyền. Với ưu thế về quân số và tinh thần, các lực lượng của Moltke quay ngoặt theo hướng tây-bắc. Vào ngày 27 tháng 8, kỵ binh Đức đánh bại quân Pháp trong trận đánh lẻ ở Buzancy. Đến ngày 29 tháng 8, Quân đoàn XII Sachsen bắt kịp và đánh thắng một toán lính của Quân đoàn V Pháp ở Nouart. Hôm sau, Quân đoàn V bị Quân đoàn I Bayern và Quân đoàn XII Sachsen đập tan trong trận Beaumont. MacMahon bị buộc phải sai các chỉ huy quân đoàn dưới quyền triệt binh về pháo đài Sedan.
Chính phủ Pháp vốn trước đó đã quyết định huyền chức viên tướng chỉ huy Quân đoàn V là De Failly. Công chúng Paris căm phẫn trước thái độ thụ động của ông này trong hai trận Frœschwiller-Wœrth và Spicheren đến mức mà Hoàng hậu phải thỉnh cầu Napoléon III đưa ra "một quyết định quan trọng, dù rối rắm". Palikao đề cử De Wimpffen, Thống đốc Oran ở Algérie và là một tướng lĩnh có nhiều kinh nghiệm, thế chức Failly. Hoàng đế chấp thuận và Wimpffen đến Paris vào ngày 28 tháng 8. Tại đây, ông thảo luận với Palikao và được nghe những lời than phiền của vị Bộ trưởng Chiến tranh về ảnh hưởng tai hại mà sự thân chinh của Hoàng đế gây cho Binh đoàn Châlons. Sáng hôm sau, trước khi Wimpffen lên xe lửa đến Rethel để nhậm chức, một thông điệp được gửi đến từ Bộ Chiến tranh Pháp với nội dung: "Nếu có rủi ro nào xảy ra với MacMahon, ông sẽ được lãnh quyền chỉ huy các lực lượng hiện giờ nằm dưới sự điều khiển của ông ấy". Ra đến mặt trận, Wimpffen nhìn thấy quân đội Pháp đang rút lui trong hỗn loạn trên đoạn đường giữa Sedan và Carignan.

## Chuẩn bị trận đánh
MacMahon lúc này vẫn xem nhẹ lực lượng đối phương và những ngọn đồi xung quanh Sedan dường như đã đem lại cho người Pháp một "vị trí tuyệt vời" (position magnifique). Bản thân Sedan là một pháo đài nhỏ được xây dựng vào thế kỷ 17, được che chở bởi thung lũng sông Meuse về phía tây và nam. Về phía bắc có một tam giác không đồng đều được tạo thành từ vùng đất cao nhô lên từ thị trấn. Sedan nằm giữa nền của tam giác này; hai góc bên của nó được đánh dấu bởi làng Floing về phía tây và làng Bazeilles về phía đông, trong khi hai cạnh bên của nó được đánh dấu bởi thung lũng Givonne về phía đông và một thung lũng nhỏ trải về phía tây-nam để hợp với thung lũng sông Meuse ở Floing. Tại trung điểm của tam giác, rừng Bois de la Garenne nằm trườn trên các đỉnh đồi, và trên đỉnh cao của nó, dẫn lối tới một ngọn đèo mang tên Calvaire d'Illy. Về hướng bắc các cao điểm nhập vào dãy núi Ardennes theo hướng biên giới Pháp-Bỉ.

### Chuẩn bị của Pháp

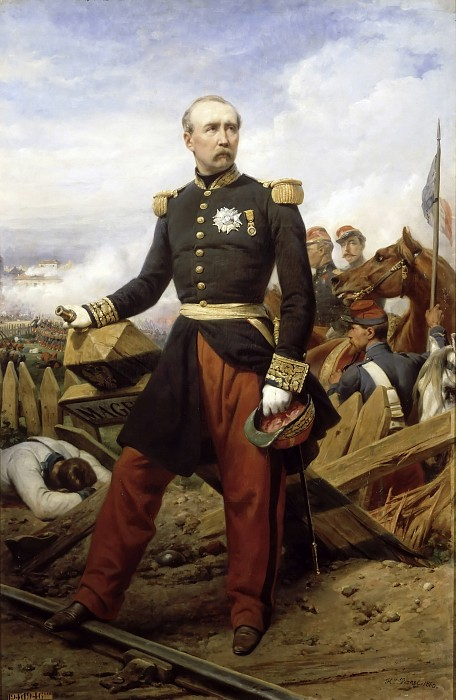
MacMahon từng lập nhiều công trạng trong cuộc Chiến tranh Pháp-Áo năm 1859.

Mục đích duy nhất của MacMahon trong việc rút về Sedan là nhằm kiếm thêm thời gian – một ngày hoặc lâu hơn – để chấn chỉnh các lực lượng rệu rã đồng thời suy tính bước đi tiếp theo của ông ta. Theo sử gia Anh Michael Howard, có lẽ dự định trước tiên của viên thống chế là đánh một trận phòng ngự tại đây, vì nếu tiếp tục rút lui thì sự uể oải và náo loạn của binh lính dưới quyền ông sẽ gia tăng. Khi quân Pháp đến Sedan vào ngày 31 tháng 8, họ bài trí binh lực quanh tam giác này. Tướng Douay kéo Quân đoàn VII lên hướng tây bắc đóng giữ cao điểm chạy dài từ Calvaire vè phía Floing. Quân đoàn I của Ducrot được bố trí trên các ngọn dốc chi phối thung lũng Givonne và nhìn về hướng đông. Ở bên phải, tướng Lebrun chỉ huy Quân đoàn XII nối tiếp chiến tuyến và đóng đồn ở Bazeilles. Trong khi đó, chủ lực Quân đoàn V – đơn vị mà Wimpffen sẽ nhậm chức chỉ huy trong ngày hôm đó – được trừ bị ở trung tâm, ngoại trừ một số đơn vị được MacMahon cử đến để đáp ứng khẩn cầu của Douay nhằm trấn giữ Calvaire d'Illy và yểm trợ cánh phải Quân đoàn VII. Douay cũng chỉ ra sự bất lợi của các cứ điểm quân Pháp và nêu sự cần thiết của việc đào hào, nhưng MacMahon bác bỏ. Vị Thống chế cho rằng ông không hề dự định ẩn náu lâu dài dưới một pháo đài giống như Bazaine ở Metz, mà chỉ "thao diễn trước mặt quân địch". Trên thực tế "quân địch" đang ráo riết truy bắt ông ta: các cỗ đại bác của Quân đoàn I Bayern bên kia sông Meuse đã oanh kích Quân đoàn XII từ trước đó, trong khi những đám khói súng đang hiện lên theo một vòng bán nguyệt đằng sau các cao điểm phía nam. Douay buồn bã nói với MacMahon:
| “             | Ngài Thống chế, ngày mai địch sẽ không để yên cho ngài đâu. | ” |
| — Felix Douay |                                                             |   |

Do MacMahon không có dự định trụ lâu tại đây nên số lượng đạn dự trữ tại doanh trại của ông ta không đủ để đáp ứng cho một trận đánh dài ngày. Tại Mézières, cách đó 24 km, tướng Joseph Vinoy vừa thành lập Quân đoàn XIII, và MacMahon nói với viên sĩ quan giao liên của Vinoy rằng ông ta định kéo quân trở lại Mézières bằng một con đường mới được xây dựng ở phía bắc sông Meus. Nhưng ý định này gặp phải nhiều sự phản kháng và Hoàng hậu vẫn thúc giục ông ta phải cứu vãn Bazaine. Vị Thống chế lại được tin quân Đức xuất hiện ở Frénois và Donchéry, đe dọa cắt đường rút của ông. Giờ đây, MacMahon định tiến về Carignan ở phía đông, song ông cũng không lấy gì làm khẩn thiết. Vị Thống chế nghĩ rằng nếu quân Đức thực sự có cắt đường rút của mình thì họ sẽ không còn đủ sức và ngăn cản ông ta phá vây. Để có thể ra một quyết định nào đó, MacMahon quyết định thu thập thêm thông tin và ông ra lệnh thực hiện các cuộc thám sát về hai phía đông-tây vào ngày 1 tháng 9 để thử sức kháng cự của quân địch, trong khi toàn bộ quân lực được nghỉ và hồi sức. Ông ban bố mệnh lệnh này cho tất cả các đơn vị; song, những sự kiện diễn ra sau đó đã khiến cho ít nhất một quân đoàn chưa thể đọc mệnh lệnh cho đến tậm đêm ngày 1 tháng 9.

### Chuẩn bị của Đức
Ngay từ đêm ngày 30 tháng 8, Thủ tướng Phổ Otto von Bismarck đã cảnh báo Chính phủ Bỉ rằng nếu như quân đội Pháp không bị giải giáp khi họ vượt biên giới Pháp-Bỉ, quân đội Phổ sẽ có quyền tiến vào đất Bỉ để truy kích đối phương. Trái ngược với MacMahon, Moltke nhanh chóng nắm bắt tình hình. Vào ngày 31 tháng 8, ông phát lệnh cho Binh đoàn sông Maas tiến xuống bờ phải sông Meuse, trải rộng cánh trái của mình trên khắp đoạn đường đến biên giới Bỉ. Trong khi đó, Binh đoàn số 3 ở bờ trái được lệnh tràn thẳng tới Sedan, chiếm giữ bất kỳ một ngọn cầu nào rồi vượt sông và đổ quân vào khoảng đất giữa Sedan và Paris. Mệnh lệnh cũng cho phép quân Phổ vượt biên giới để truy kích nếu như quân Pháp rút vào Bỉ mà không bị giải giáp, đồng thời Thái tử Phổ nói thêm: "Ngoài ra mọi hành động vi phạm biên giới Bỉ phải được thận trọng ngăn ngừa".

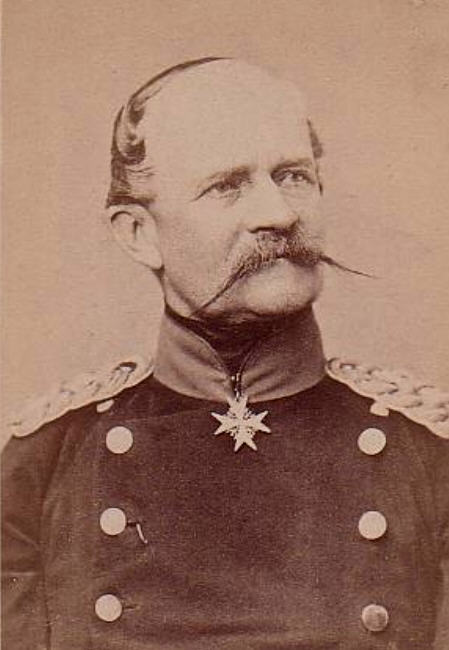
Vương tử August của Württemberg, chỉ huy Quân đoàn Vệ binh Phổ trong vòng hơn 20 năm.

Hai thái tử Phổ và Sachsen hồ hởi thực thi thượng lệnh. Trong tay hai ông có khoảng từ 20 vạn đến 25 vạn quân, kèm theo 774 súng lớn. Đến cuối ngày 31 tháng 8, một cuộc triệt thoái của quân Pháp vào Bỉ đã trở nên bất khả thi do quân Sachsen và Quân đoàn Vệ binh Phổ dưới quyền Vương tử August của Württemberg đã dàn trải lực lượng theo phía đông và phía bắc tại Sedan, trong khi Quân đoàn VI của Phổ do tướng Wilhelm von Tümpling chỉ huy dàn quân dàn quân về phía tây và phía bắc tại Mézières. Về hướng nam Sedan, quân Bayern đã tiến đến Bazeilles, Wadelincourt và Torcy, Quân đoàn IV Phổ do tướng Gustav von Alvensleben chỉ huy tới Frénois, các Quân đoàn XI (tướng Hermann von Gersdorff[a]) và V (tướng Hugo von Kirchbach) của Phổ tới Donchéry, thúc đẩy Moltke sai Blumenthal xua quân tiền vệ vượt sông Meuse để khóa chặt đường rút của MacMahon từ mọi hướng và khởi đầu trận hợp vây (Umgehung) điển hình của mình. Phía Pháp phái một toán công binh đến phá hủy cầu Donchéry, nhưng phát hiện ra rằng tất cả thuốc súng và ngòi nổ của họ đã bị dời đến Mézières. Sau đó, công binh Pháp bị các toán tản binh Phổ truy đuổi khỏi cầu. Cuối ngày, các đơn vị Phổ thuộc Quân đoàn XI từ Donchéry đã vượt sông Meuse để phá hủy ngọn cầu duy nhất của MacMahon. Trong đêm, quân Bayern cũng lắp hai cầu phao bắc qua sông mà không hề bị súng lớn của Pháp quấy nhiễu.
Từ vùng đất cao ở bờ trái sông Meuse, Moltke đã có thể nhìn thấy toàn bộ doanh trại quân Pháp ở bên kia sông. Cũng vào đêm ngày 31 tháng 8, Moltke đi thăm Binh đoàn số 3 cùng với Quốc vương và khẳng định:
| “                    | Nay ta đã giăng chúng vào bẫy chuột. | ” |
| — Helmuth von Moltke |                                      |   |

## Diễn biến

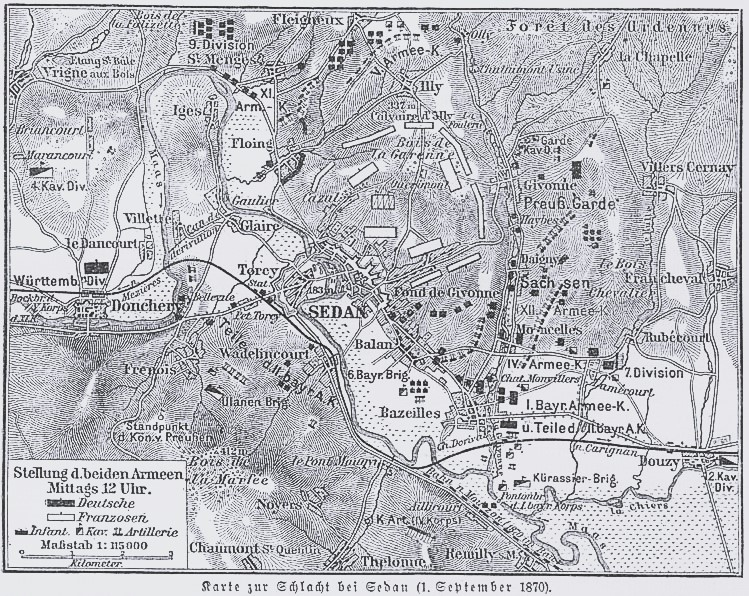
Bản đồ trận chiến Sedan.

Cũng như những lần trước, sự nóng vội của một chỉ huy thuộc cấp của Đức đã mở màn trận đánh vào rạng sáng ngày 1 tháng 9. Có lẽ Moltke chủ trương chờ đợi hai cánh quân Đức áp sát quân địch rồi mới phát động tổng tiến công, do đó ông sai viên tướng chỉ huy Quân đoàn I Bayern là Ludwig von der Tann đóng giữ Remilly và chỉ tham gia trận chiến khi Binh đoàn sông Maas khép kín vòng vây từ hướng đông. Nhưng khát vọng vinh quang cùng với những mệnh lệnh bị xuyên tạc đã thôi thúc vị tướng Bayern hành động. Có ít nhất một nhân chứng đã nghe trộm tướng Blumenthal ban lệnh cho Tann "trì hoãn cuộc triệt binh của Pháp về Mézières", song Blumenthal sau này đã phủ nhận: "Tôi không đời nào đi ra một mệnh lệnh như vậy; đó sẽ là một hành động điên rồ". Lúc 4 giờ sáng, Von der Tann thúc quân tràn qua đường sắt và các cầu phao để tiến công Bazeilles. Do các toán lính gác Pháp ven sông đã rút lui, quân Bayern đổ vào ngôi làng trước khi người Pháp có thể nhận được sự báo động nào.

### Những hoạt động ban đầu

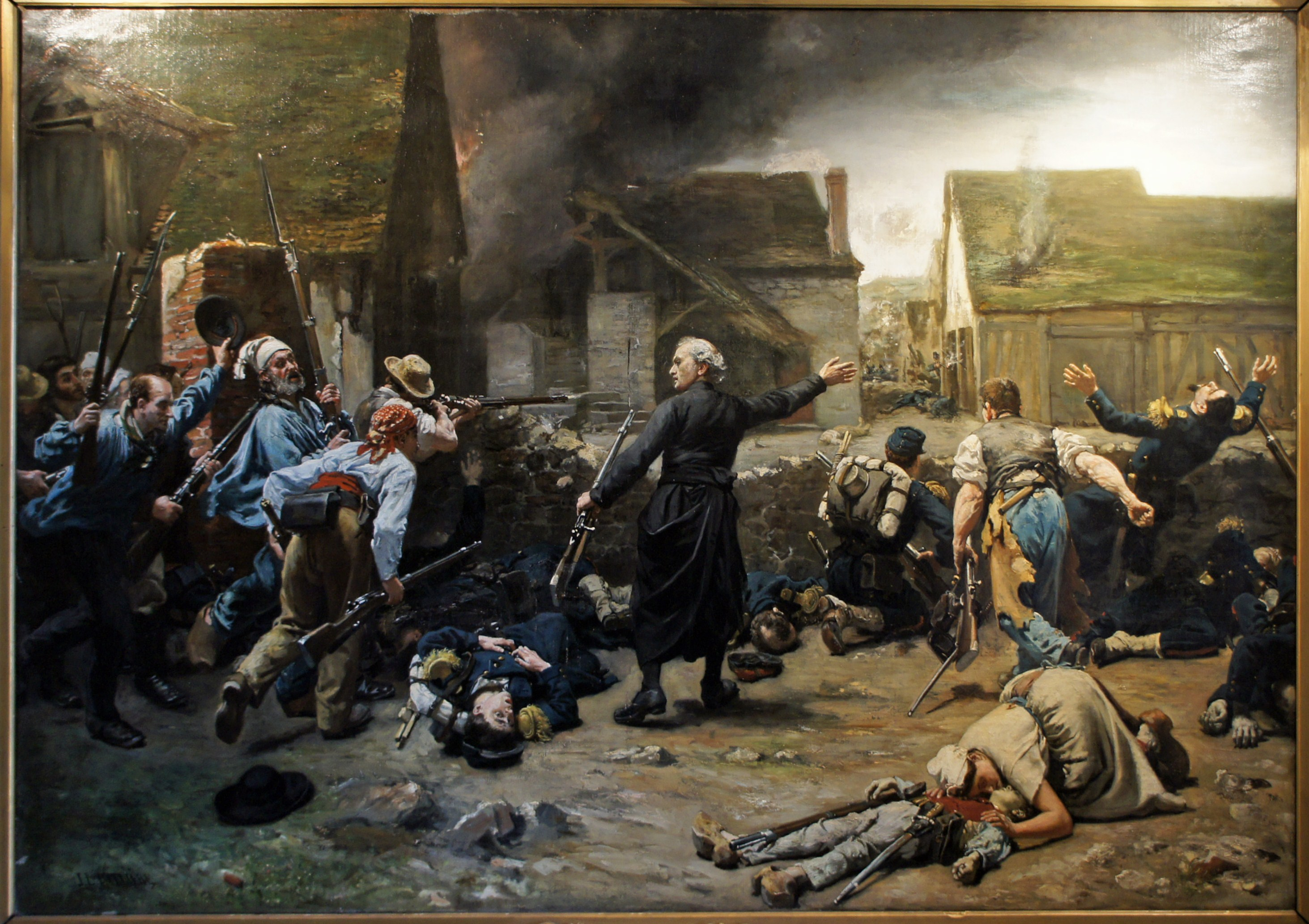
Quân dân Pháp trong trận chiến Bazeilles.

Sau đó, cuộc chiến đấu bùng nổ trong màn đêm. Lính thủy quân lục chiến của Quân đoàn XII Pháp đã dựng chiến lũy trên khắp đường phố. Đại đội tiên phong của Bayern thọc sâu vào mạn bắc và bị đánh thiệt hại nặng, trong khi các đơn vị khác đánh nhau dữ dội với quân Pháp trên đường phố và bị quét sạch khỏi mạn tây Bazeilles sau khi phía Phap điều Lữ đoàn 2 (Quân đoàn XII) vào trận. Tuy nhiên họ trấn giữ các ngôi nhà ở hướng nam, và từ đây họ liên tiếp tấn công quân Pháp. Hai bên không ngừng tăng cường lực lượng của mình (trong đó quân Pháp được tăng viện thêm một lữ đoàn của Quân đoàn I và một lữ đoàn của Quân đoàn V) và cuộc chiến ác liệt ở Bazeilles đã trở nên bế tắc, đặc biệt là cuộc giằng co ở trang trại Beurmann, nằm đằng trước lối ra và chế ngự đoạn đường chính của Bazeilles xuyên suốt chiều dài của nó, kéo dài đến một tiếng đồng hồ. Dân chúng Bazeilles tích cực tham gia cuộc chiến đấu.
Mặc dù dàn súng lớn của quân Đức được bài trí ở sườn dốc bên trái của thung lũng sông Meuse không thể nhằm hỏa lực vào các đoạn đường của Bazeilles – ngôi làng đang bốc cháy ở nhiều nơi, khi Sư đoàn 8 của Phổ tiên đến Remilly, tướng von der Tann tung các lữ đoàn cuối cùng của mình vào cuộc chiến. Quân Bayern đánh lấy công viên có tường rào của dinh Monvillers vào được trang trại Beurmann. Pháo binh Đức vượt các ngọn cầu lúc khoảng 9h, và Sư đoàn 8 được đề nghị tiến đánh La Moncelle để hỗ trợ cho quân cánh phải Bayern vốn đang chiến đấu ở hướng nam Bazeilles.
Trước đó, ngay từ khoảng 5h30–6h sáng, ở đằng sau thung lũng Givonne, các đội hình hàng dọc khác của Đức đã xuất hiện từ hướng đông và tiến về phía La Moncelle. Đó chính là Quân đoàn XII Sachsen do Vương tử Georg, con trai thứ của vua Johann I, lực lượng đầu tiên của Binh đoàn sông Maas tham gia trận đánh. Cuộc tấn công của quân Đức đã dần dần lan đến thung lũng Givonne. Họ khai triển 16 khẩu đội pháo trên ở ngọn dốc phía trên La Moncelle. Một đội hình tiền vệ quân Sachsen gồm 7 tiểu đoàn đã đánh đuổi quân Pháp khỏi La Moncelle và kéo rốc đến Platinerie và ngọn cầu ở đây. Sau đó, vượt qua làn hỏa lực của địch, quân Sachsen chiếm giữ một số ngôi nhà giáp ranh phía bên kia con suối của thung lũng Givonne để củng cố trận tuyến của mình và liên kết với quân Bayern ở bên trái. Khẩu đội pháo của quân tiền vệ Sachsen đã nhanh chóng di chuyển lên sườn dốc phía đông của thung lũng để nhập trận, nhưng lúc này quân Đức vẫn chưa thể tăng cường bộ binh cho 7 tiểu đoàn Sachsen khai thác bước tiến táo bạo của mình.

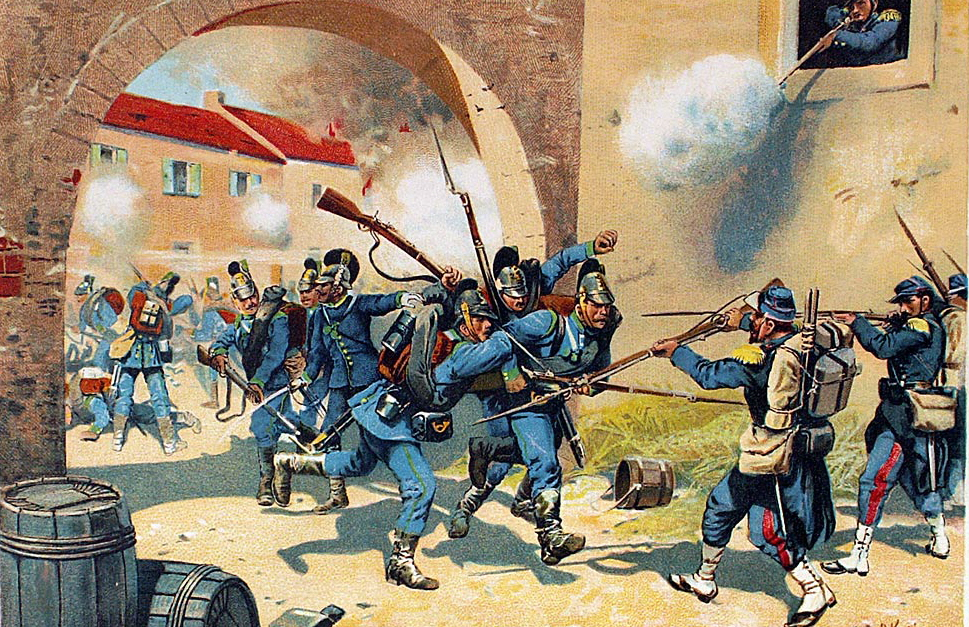
Những người lính Bayern trong trận chiến ở Bazeilles.

Trong ngày hôm đó, một trong những nạn nhân đầu tiên của pháo lực tối tân của Đức chính là người chỉ huy Binh đoàn Châlons. Ngay sau khi nghe tin quân Bayern đánh vào Bazeilles, MacMahon đã thúc ngựa đến làng này để có thể "ban bố một mệnh lệnh di chuyển về hướng tây hoặc hướng đông". Gần như ngay lập tức, viên Thống chế bị một mảnh đạn pháo xuyên qua chân vào khoảng 6 h và được đưa về Sedan. Không hề hay biết về việc chính quyền Paris bổ nhiệm Wimpffen, Mac-Mahon cử tướng Auguste-Alexandre Ducrot, viên chỉ huy quân đoàn giỏi nhất và giàu kinh nghiệm nhất trong Binh đoàn Châlons (dù không phải là thâm niên nhất) thay ông giữ quyền chỉ huy. Trong mấy ngày trước đó, Ducrot chưa hề gặp gỡ và bàn cãi với MacMahon. Ông cũng không biết về vị trí của các quân đoàn khác của Pháp và quân đội Đức. Nhưng khác với Mac-Mahon, ông ta biết rằng quân đội Pháp sẽ bị hủy diệt nếu họ ở lại cầm cự. Hiện giờ cuộc tấn công của quân Đức chỉ giới hạn ở Bazeilles và thung lũng Givonne, nhưng Ducrot – một cựu chiến binh của trận Frœschwiller – hiểu rằng họ sớm muộn cũng sẽ hợp vây ở một quy mô lớn nhất mà các lực lượng của họ có thể thực hiện. Do vậy, ngay sau khi lên chỉ huy, Ducrot phát lệnh hội quân ở Illy để chẩn bị rút lui ngay về Mézières. Ngay từ lúc chạng vạng sáng, Ducrot đã điều Sư đoàn Latigue thuộc quân đoàn mình ra ngăn chặn đối phương vượt khe thung lũng Givonne ở Daigny. Giờ đây, các sư đoàn Lacretelle và Bassoigne được lệnh phản công quân Sachsen và Bayern để câu giờ cho phần còn lại của quân Pháp triệt thoái. Các sư đoàn giữ tuyến thứ hai của Pháp được lệnh triệt thoái theo hướng bắc ngay lập tức.
Mệnh lệnh của Ducrot đã vấp phải sự chống đối của Lebrun và mức độ thâm niên của viên tướng chỉ huy Quân đoàn XII đã khiến cho Ducrot không dễ gì phớt lờ sự phản bác của ông ta. Lebrun cho rằng Quân đoàn XII đang phòng ngự thành công và việc rút khỏi trận địa giữa lúc trận đánh đang nóng hổi sẽ rất khó khăn, đồng thời việc đưa toàn bộ quân đoàn và đoàn xe lương của nó qua những con đường gập ghềnh và đầy rừng của vùng thôn quê nằm giữa Bazeilles và Illy sẽ làm tốn một thời gian đáng kể. Mặc dù Ducrot thuyết phục Lebrun rằng quân Đức "chỉ giỡn với quân ta ở đây" trong khi họ đang từng bước bao vây hai bên sườn quân Pháp, và "trận đánh thực thụ sẽ diễn ra ở phía sau chúng ta, ở Illy", ông không làm căng vấn đề. Chỉ sau nửa tiếng đồng hồ, khi làn hỏa lực của quân Đức gia tăng và giao tranh mở rộng sang hướng bắc, ông ta mới trực tiếp phát lệnh cho Lebrun rút quân. Lebrun ngừng tranh cãi và bắt đầu ra lệnh rút quân đoàn của mình khỏi Bazeilles.

#### Wimpffen lên chỉ huy quân Pháp
Khoảng 4 tiếng sau khi Ducrot lãnh quyền chỉ huy, tướng De Wimpffen xuất hiện. Ông ta hiểu rằng Binh đoàn số 3 của Thái tử Phổ đang ở vùng lân cận Donchery. Ông ta chủ trương phát động một cuộc phá vây tới Carignan, với niềm tin rằng ông sẽ đánh bật được quân Bayern và Sachsen để tiến ra hội quân với Thống chế Bazaine. Nhận thấy tình hình thuận lợi để phản công vào Moncelle, Wimpffen tuyên bố mình là chỉ huy Binh đoàn Châlons và việc rút lui là không thể xảy ra. Ông cũng yêu cầu Lebrun phải cầm cự tại Bazeilles và hứa hẹn sẽ điều viện binh từ Quân đoàn VII sang giúp Lebrun phản công. Viên chỉ huy Quân đoàn XII chấp thuận và hủy bỏ mệnh lệnh rút lui của mình. Wimpffen còn gửi Ducrot một thông điệp thông báo về việc lãnh chức chỉ huy của mình và yêu cầu Ducrot "dùng mọi năng lực và tài cán của ngài để giành một chiến thắng". Bất bình, Ducrot đến gặp Wimpffen, người đã nói với ông: "Ngài cần có một chiến thắng". Ducrot hồi đáp:
| “        | Ngài sẽ rất may mắn nếu đêm nay mà ngài còn thực hiện được một cuộc rút quân. | ” |
| — Ducrot |                                                                               |   |

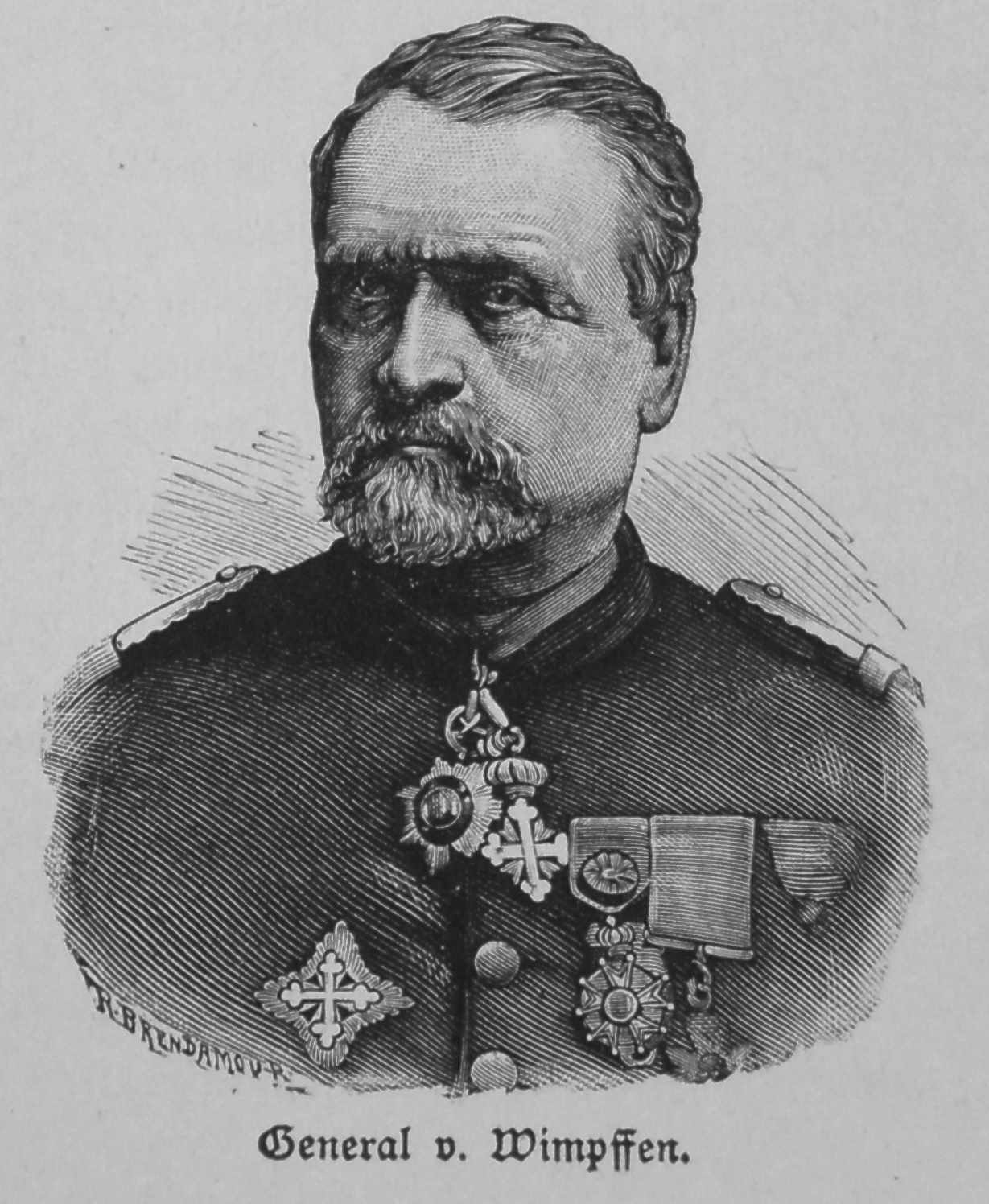
Tướng De Wimpffen

Chẳng bấy lâu sau khi Wimpffen triệu hồi các sư đoàn ở tuyến thứ hai vốn đang chuẩn bị rút lui, bước tiến của các đội hình Sachsen và Bayern yếu ớt đã trở nên chật vật trước sự phản công của địch. Lúc 7 giờ sáng, trong khi một trung đoàn tiền vệ Sachsen tiến đánh Moncelle, một đội hình khác phải đối mặt với mối đe dọa từ Sư đoàn Latigue. Một cuộc chạm súng dữ dội đã bùng phát giữa quân Sachsen và Sư đoàn Latigue. Quân Sachsen trước đó đã bỏ lại ba lô trên đường tiến và quên mang theo đạn dược, do vậy họ nhanh chóng bị hết đạn và phải giở lưỡi lê để bẻ gãy các đợt tấn công dồn dập và ác liệt của lính Zouaves và Turcos, vốn được điều động nhằm vào cánh phải không được phòng nự của họ. Họ đã thu giữ một hiệu kỳ của quân Turcos. Bên trái đội quân tiền vệ Sachsen ở đây, một tuyến pháo binh ững mạnh đã dần dần được hình thành, vào lúc 8h30 lực lượng chốt giữ tuyến này lên đến 12 khẩu đội. Nhưng giờ đây Sư đoàn Lacretelle đang tiến qua đáy thung lũng Givonne, và các tốp lính tập (tirailleur) Algérie đông đảo của Pháp đã buộc các khẩu đội Đức phải rút lui vào khoảng 9 giờ sáng. Sau khi rút về một vị trí có phần xa hơn, các khẩu pháo của Đức đã thổi bay cuộc tiến công của quân địch và giành lại vị trí mà mình đóng giữ trước đây. Trong khi đó, Lữ đoàn 4 Bayern đã thọc vào Moncelle, và Lữ đoàn 46 Sachsen cũng được điều đến để đánh chặn Sư đoàn Bassoigne.
Cánh phải quân Sachsen, vốn đang chịu áp lực lớn từ các đợt phản kích của quân Zouaves, giờ đây đã được cứu viện bởi Sư đoàn 24 và lập tức phát động phản công. Quân Pháp bị đẩy vào Daigny và mất 5 khẩu đại bác. Sau đó, quân Sachsen, phối hợp với các đạo quân Bayern vốn đang tràn qua thung lũng về phía bắc, đã đánh chiếm làng Daigny, ngọn cầu và trang trại La Rapaille sau một cuộc chiến đấu quyết liệt. Với sự thất thủ của Daigny không lâu trước 10h, quân Pháp tháo chạy một cách hỗn loạn. Sư đoàn trưởng Latigue và viên tham mưu trưởng của mình đã bị đạn pháo của Đức đốn ngã khi quân Pháp kéo lên các ngọn đèo dốc phía tây thung lũng Givonne để giành lại các vị trí chủ chốt của mình.

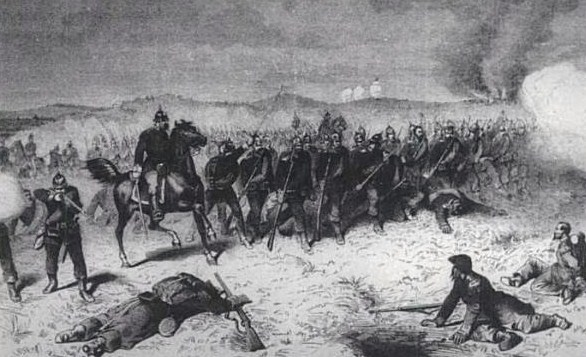
Quân đoàn Vệ binh Phổ khép kín vòng vây quân Pháp ở Sedan.

Vào lúc 10h, Quân đoàn Vệ binh Phổ kéo đến thượng lưu thung lũng sông Givonne. Vốn đã khởi hành từ lúc tối, quân đoàn đã tiến quân theo hai đội hình hàng dọc khi mà tiếng đạn pháo vang lên từ Bazeilles thúc giục họ phải gấp gáp nhập cuộc. Con đường ngắn nhất cho đội hình bên trái của Quân đoàn Vệ binh nằm ngang qua hai khe núi sâu và khu rừng không có lối mòn Chevallier. Hiểu được sự chật vật mà việc tiến quân qua địa hình này sẽ gây ra, đội hình bên trái đi con đường dài hơi qua Villers Cernay, theo sau đội hình bên phải vốn đã đến kịp để hiệp lực với quân Sachsen đánh nhau với Sư đoàn Lartigue và đoạt được hai khẩu pháo Pháp. Các sư đoàn mà Ducrot ra lệnh rút lui giờ đây đã trở lại các vị trí ban đầu của mình. Dưới sự chỉ huy của Vương tử Hohenlohe, 14 khẩu đội pháo của Quân đoàn Vệ binh từ hướng đông đã bắt đầu khai hỏa vào các sư đoàn này. Cũng vào lúc 10h, Sư đoàn 7 (Quân đoàn IV) đã đến gần Lamécourt, trong khi Sư đoàn 8 hiện diện tại Remilly – cả hai địa danh này đều nằm sau Bazeilles; các đơn vị tiên phong của Sư đoàn 8 đã đến trạm đường sắt Remilly.
Cuộc đột vây đầu tiên của quân Pháp về Carignan ở phía đông đã bị bẻ gãy. Trong khi đó, đường rút của quân Pháp về Mézières ở hướng tây cũng đã bị các Quân đoàn V và XI của Binh đoàn số 3, cùng với Sư đoàn Württemberg, chặn mất. Các lực lượng này vốn đã vượt sông Meuse từ lâu và tiền vệ của họ nhận thấy đoạn đường Mézières vắng bóng quân Pháp, và tiếng đạn pháo từ hướng Bazeilles cho họ thấy rằng quân Pháp có lẽ đã chấp nhận đánh một trận ở Sedan. Do vậy, Thái tử Friedrich xuống lệnh cho hai quân đoàn, vốn đã tới vùng đất cao Vrigne, quay sang phải và tiến đến St. Menges, trong khi quân Würtemberg ở lại phía sau để canh chừng Mézières. Sau đó, nhằm ngăn chặn đường rút của người Pháp vào Bỉ và liên kết với cánh phải của Binh đoàn sông Mass, Tướng Tư lệnh Quân đoàn V là Hugo von Kirchbach đã huấn dụ cho quân tiền vệ của mình lấy Fleigneux làm điểm đến tiếp theo của mình. Trên đường tiến, quân tiền vệ không vấp sự kháng cự nào, đến St. Menges họ mới đụng phải một đạo quân Pháp và nhanh chóng buộc đạo quân này phải rút chạy. Sau đó, quân Đức tiến về phía Illy. Hai đại đội Đức di chuyển về bên phải và chiếm giữ Floing, nên họ tự lực cầm cự trước các cuộc tấn công liên tiếp của Pháp trong suốt hai tiếng đồng hồ sau.
Các khẩu đội nhập trận sớm nhất của Đức phải giao đấu ác liệt với một lực lượng pháo binh lớn của Pháp quanh Illy. Ban đầu các khẩu đội chỉ được yểm trợ bởi kỵ binh và một vài đại đội bộ binh, và họ nhanh chóng trở thành mục tiêu tấn công của một sư đoàn kỵ binh Pháp đóng giữ cao nguyên Illy. Lúc 9h, tướng Galliffet tổ chức ba trung đoàn kỵ binh Chasseurs d'Afrique và hai khối thương kỵ binh thành 3 chiến tuyến để tấn công quân Đức. Khi kỵ binh Pháp ở cách họ 60 bước, Trung đoàn 87 – đơn vị Phổ đầu tiên phải chống đỡ với đợt tấn công này – xả một tràng đạn vào đội hình đối phương. Nhưng tốp kỵ binh đầu tiên của Pháp tiếp tục tiến xa chút nữa, rồi tản ra hai cánh và trở thành mồi ngon cho hỏa lực ác liệt của các toán bộ binh yểm trợ của Đức. Thêm vào đó, pháo binh Đức cũng cày nát hàng ngũ kỵ binh Pháp. Quân Pháp bị thương vong rất nhiều, phải cuống cuồng bỏ chạy vào rừng Bois de Garenne.
Lúc 10h, trong khi các cuộc tấn công của quân Pháp vào Bazeilles và Daigny đang bị đẩy lui, các khẩu đội pháo của Quân đoàn XI Phổ đã vào vị trí quanh các ngọn đồi phía đông nam St. Menges. Không lâu sau, lực lượng của họ được tăng cường bởi các khẩu đội của Quân đoàn V. Với bước tiến ồ ạt của các đội hình hùng mạnh của Đức về phía Fleigneux, quân Đức đã gần như khép kín được vòng vây quanh Sedan vào giờ phút này. Moltke tin rằng Quân đoàn Bayern và các đơn vị pháo binh trừ bị ở tả ngạn sông Meuse sẽ đủ sức để đẩy lui bất kỳ một cuộc phá vây nào của quân Pháp theo hướng này. 5 quân đoàn Đức đóng bên sườn phải của quân Pháp và sẵn sàng hiệp lực tấn công.

### Cuộc thảm bại của Pháp

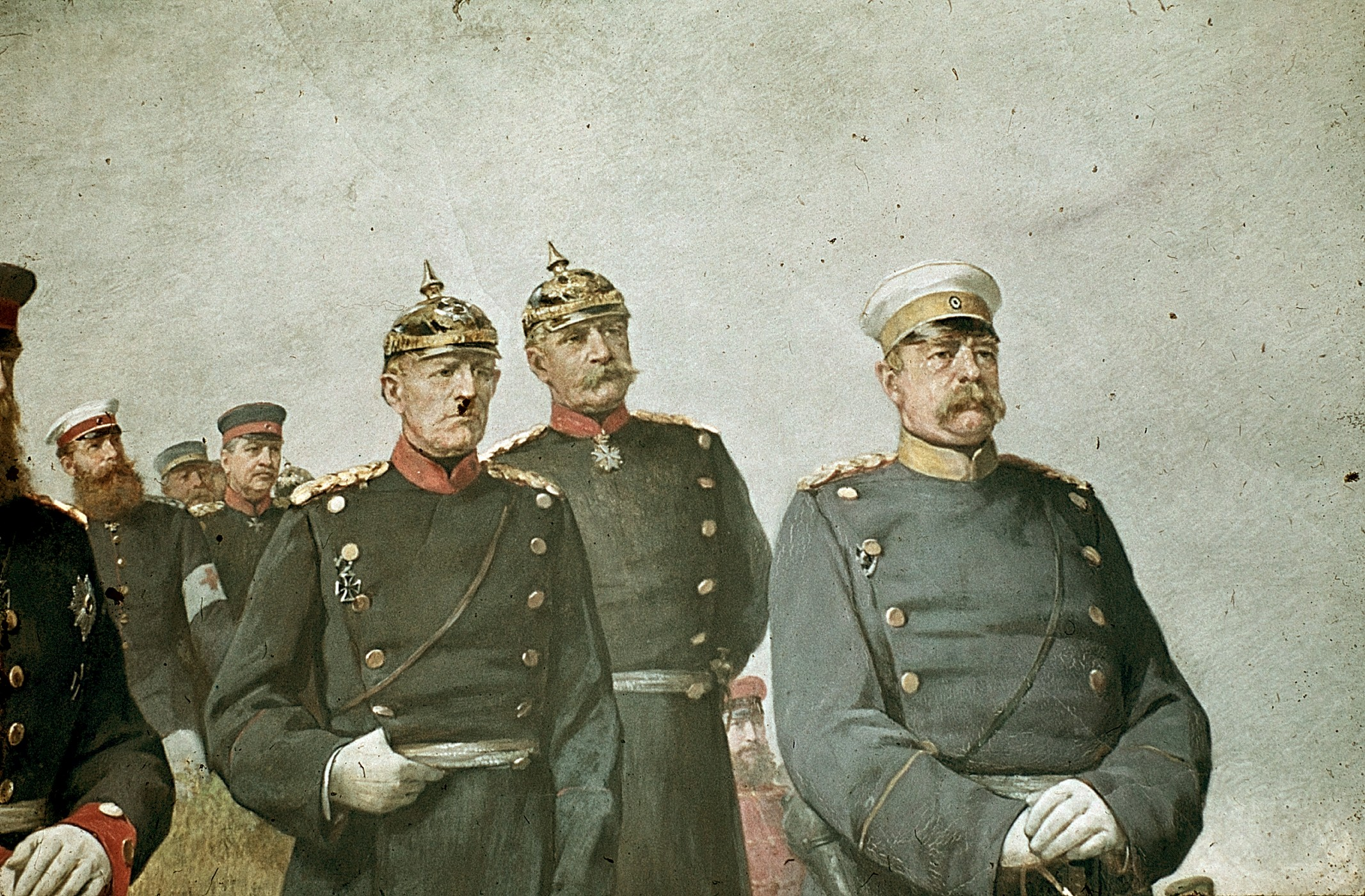
Từ trái sang phải: Helmuth von Moltke, Albrecht von Roon và Otto von Bismarck tại Sedan.

Ngay từ đầu buổi sáng, bộ tham mưu của Moltke đã chọn cho vua Wilhelm I một địa điểm thuận lợi phía trên Frenois để quan sát toàn cảnh trận đánh. Cùng với Quốc vương, Tổng tham mưu trưởng Moltke, Bộ trưởng Chiến tranh Roon và Thủ tướng Bismarck đều có mặt để trực tiếp điều khiển trận chiến. Nhiều vương hầu Đức như các vương tử Wilhelm của Württemberg, Leopold của Bayern, các công tước Friedrich xứ Schleswig-Holstein, Ernst II xứ Sachsen-Coburg, các đại công tước Carl Alexander xứ Sachsen-Weimar, Friedrich Franz II xứ Mecklenburg-Schwerin cùng các quan sát viên nước ngoài gồm phóng viên William Howard Russel của thời báo Anh Quốc The Times, tướng Nga Kutuzov, Đại tá Anh Walker và tướng Mỹ Philip Sheridan đồng hành với bộ chỉ huy quân Phổ để theo dõi các lực lượng của Phổ, Sachsen và Bayern bao vây tiêu diệt quân chủ lực Pháp.
Được tăng viện bởi các đơn vị đi đầu của Quân đoàn IV, quân Bayern tiến ra từ làng Bazeilles đang bùng cháy và từ Moncelle, và đập tan cuộc kháng cự bền bỉ của các trung đoàn thuộc Quân đoàn XII Pháp ở phía đông Balan, bức rút đối phương về phía Fond de Givonne. Cuộc giao chiến đã mang lại cho họ quyền làm chủ mũi nam của cao điểm dốc xuống từ Illy. Nhận thấy nguy cơ phản công của quân Pháp, quân Đức đã chấn chỉnh và củng cố hàng ngũ của mình để đối phó. Sau đó Lữ đoàn 5 Bayern tràn xuống Balan. Họ chỉ gặp phải sự chống cự yếu ớt trong làng, nhưng phải sau một cuộc giao chiến khốc liệt, họ mới chiếm được công viên của tòa dinh thự nằm cuối làng. Từ đây, không lâu sau giữa ngày, tiểu đoàn tiên phong của Bayern đã tiến sát đến các bức tường của pháo đài và chạm súng với quân trú phòng. Quân Pháp giờ đây đã hình thành vị trí phòng ngự vững chắc ở Fond de Givonne và hai bên khai hỏa dữ dội. Lúc 13h, sau khi được tăng cường lực lượng, quân Pháp oanh kích bằng đại bác và súng máy trước khi tiến hành phản công. Lữ đoàn 5 Bayern bị đẩy lùi, nhưng, được sự hỗ trợ của Lữ đoàn 6, họ đã giành lại được vị trí của mình sau một tiếng đồng hồ kịch chiến.
Trong khi đó, Quân đoàn Sachsen tiếp tục bước tiến đều đặn của mình về Givonne – nơi các đại đội đi đầu của Quân đoàn Vệ binh Phổ đã đóng giữ. Dưới sự yểm trợ đắc lực của pháo binh, một số đơn vị bắn súng hỏa mai của Vệ binh Phổ đã tiến chiếm Haybes. Pháo binh hùng mạnh của Phổ đã vài lần buộc các khẩu đội địch phải thay đổi vị trí và loại một số cỗ pháo của Pháp ra khỏi vòng chiến. Để vãn hồi tình hình, người Pháp liên tiếp huy động các lực lượng lính tập lớn phản công. Họ điều 10 cỗ đại bác vào phần phía tây Givonne - nơi họ vẫn đang trấn giữ, nhưng Đại úy Witzleben (Trung đoàn Hỏa mai Cận vệ) xua Đại đội 5 nhanh chóng tấn công và thu gọn 10 khẩu pháo trong khi chúng còn chưa được tháo rời khỏi xe. Từ một khoảng cách xa, các khẩu pháo của Phổ cũng dội đạn vào khu rừng Bois de Garenne dày đặc quân Pháp với hiệu quả đáng kể.
Sau khi lính bắn tỉa Paris (Franctireurs de Paris) bị quét sạch khỏi Chapelle, lực lượng kỵ binh Cận vệ Phổ đã tràn khắp Givonne và lên thung lũng. Vào buổi trưa, các toán khinh kỵ binh đã bắt liên lạc trực tiếp của cánh trái của Binh đoàn số 3. Vốn đã rời Fleigneux, Lữ đoàn số 41 của binh đoàn này giờ đây đang tràn lên thung lũng thượng nguồn sông Givonne, trong khi cuộc triệt thoái của quân Pháp từ Illy về hướng nam đã khởi đầu từ trước. Trung đoàn 87 lấy được 8 khẩu đại bác đang hoạt động, thu được 30 xe goòng chở hành lý và bắt giữ toàn bộ nhân công trên đó, cùng với hàng trăm con ngựa của kỵ binh Pháp đang lang thang vô chủ. Quân kỵ binh của tiền vệ Quân đoàn V cũng bắt sống tướng Brahaut và bộ tham mưu của ông này, cùng với một số lượng lớn bộ binh rải rác, 150 ngựa kéo, 40 xe chở đạn dược và lương thực.
Quân Pháp cũng từng thực hiện một cuộc phá vây về phía Floing. Do trước đó các đơn vị bộ binh yếu ớt của Phổ án ngữ ở đây đã dần dần được tăng cường lực lượng, cuộc đột vây của quân Pháp nhanh chóng bị bẻ gãy. Và giờ đây, từ vị trí của mình ở sườn dốc phía đông thung lũng Givonne, 26 khẩu đội pháo của Binh đoàn số 3 đã hiệp lực với các khẩu đội pháo của Quân đoàn Vệ binh oanh kích ào ạt vào cứ điểm phòng thủ của địch. Hiệu quả của các đợt pháo kích là rất lớn: nhiều khẩu đội Pháp bị tan vỡ và nhiều xe goòng chở đạn dược bị nổ. De Wimpffen ban đầu xác định cuộc tiến quân của địch từ hướng bắc chỉ là thao diễn, nhưng đến trưa, ông hoàn toàn nhận ra đây là một cuộc tấn công thực sự. Do đó, ông sai hai sư đoàn của Quân đoàn I, vốn đã dừng chân ở tuyến thứ hai phía sau mặt trận Givonne, trở lại cao điểm Illy để hỗ trợ cho quân đoàn Douay. Khi tới chỗ Quân đoàn XII, Wimpffen đã phát hiện họ đang rút khỏi Bazeilles về Sedan. Do vậy, ông khẩn cấp yêu cầu tướng Douay cử viện binh tiến về Bazeilles. Nhận lệnh, Lữ đoàn Maussion lập tức hành quân về hướng Bazeilles và được theo sau bởi một lữ đoàn khác.
Những hoạt động hành quân này đều diễn ra trong phạm vi của khu vực phía nam rừng Bois de Garenne và rơi vào tầm đạn dồn dập của đại bác Đức từ hai phía. Cuộc rút chạy của kỵ binh Pháp làm tăng thêm sự rối loạn trong hàng ngũ quân Pháp, và một số tiểu đoàn phải chạy ẩn náu vào bên trong rừng – một nơi trú ẩn không hề an toàn. Được tăng viện bởi các bộ phận thuộc Quân đoàn V, quân của Douay đã giành lại được Calvaire d'Illy, nhưng bị buộc phải thoái lui vào lúc 14h sau khi khi rừng Garenne bị 60 cỗ pháo của pháo binh Cận vệ Phổ oanh kích.
Duy chỉ có sư đoàn của tướng Alphonse Liébert là còn trụ vững ở một cứ điểm rắn chắc trên các ngọn đồi phía bắc Casal, do hai Quân đoàn V và XI của Đức không thể nhanh chóng bố trí lực lượng hợp lý tại Floing. Nhưng vào lúc 13h, các trung đoàn tiên phong của hai quân đoàn bắt đầu leo đồi, trong khi các trung đoàn khác quay sang hướng nam tới Gauliar và Casal. Đồng thời, cũng có những đơn vị quân Đức tiến xuống từ Fleigneux. Tình hình hỗn tạp của các lực lượng này đã cản trở sự thống nhất về chỉ huy, và một cuộc giằng co đã diễn ra lâu dài và khốc liệt. Bị thọc vào hai bên sườn và chịu thiệt hại to lớn trước hỏa lực pháo binh của Phổ, Sư đoàn Liebért cuối cùng đã bị đánh tan. Do quân trừ bị của Quân đoàn VII đã được điều đến những nơi khác trên chiến trường, kỵ binh Pháp một lần nữa gánh trọng trách phản công để vãn hồi tình hình.

#### Các đợt xung phong của kỵ binh Pháp và sự tàn cuộc
Dưới sự chỉ huy của tướng Marguerite, 4 trung đoàn khinh kỵ binh và 5 trung đoàn thương kỵ binh Pháp đã rời rừng Bois de Garennes và ồ ạt xung phong. Ngay từ đầu cuộc xung phong, tướng Marguerite bị thương chí tử và Gallifet thay ông chỉ huy kỵ binh Pháp. Cuộc tấn công được tiến hành trên một địa hình rất bất lợi và ngay từ trước khi kỵ binh Pháp di chuyển, hỏa lực ào ạt bên sườn của pháo binh Phổ đã phá vỡ hàng ngũ của họ. Mặc dù bị tổn thất lớn, các khối kỵ binh đơn lẻ đã tấn công mãnh liệt vào binh lính của Lữ đoàn Bộ binh 43 Phổ và các đạo viện quân Đức đang vội vã kéo đến từ Fleigneux. Ở sườn đồi, một số toán bộ binh Đức có chỗ trú ẩn, nhưng số khác bị phơi bày trước mũi tiến công của địch. Quân kỵ binh Pháp đã chọc thủng tuyến đầu của quân Đức tại một số nơi và thậm chí một toán kỵ binh dũng cảm còn tràn từ Casal qua làn đạn của 8 cỗ pháo. Tuy nhiên, các đại đội trừ bị Đức đã chặn được bước tiến xa hơn của đối phương.

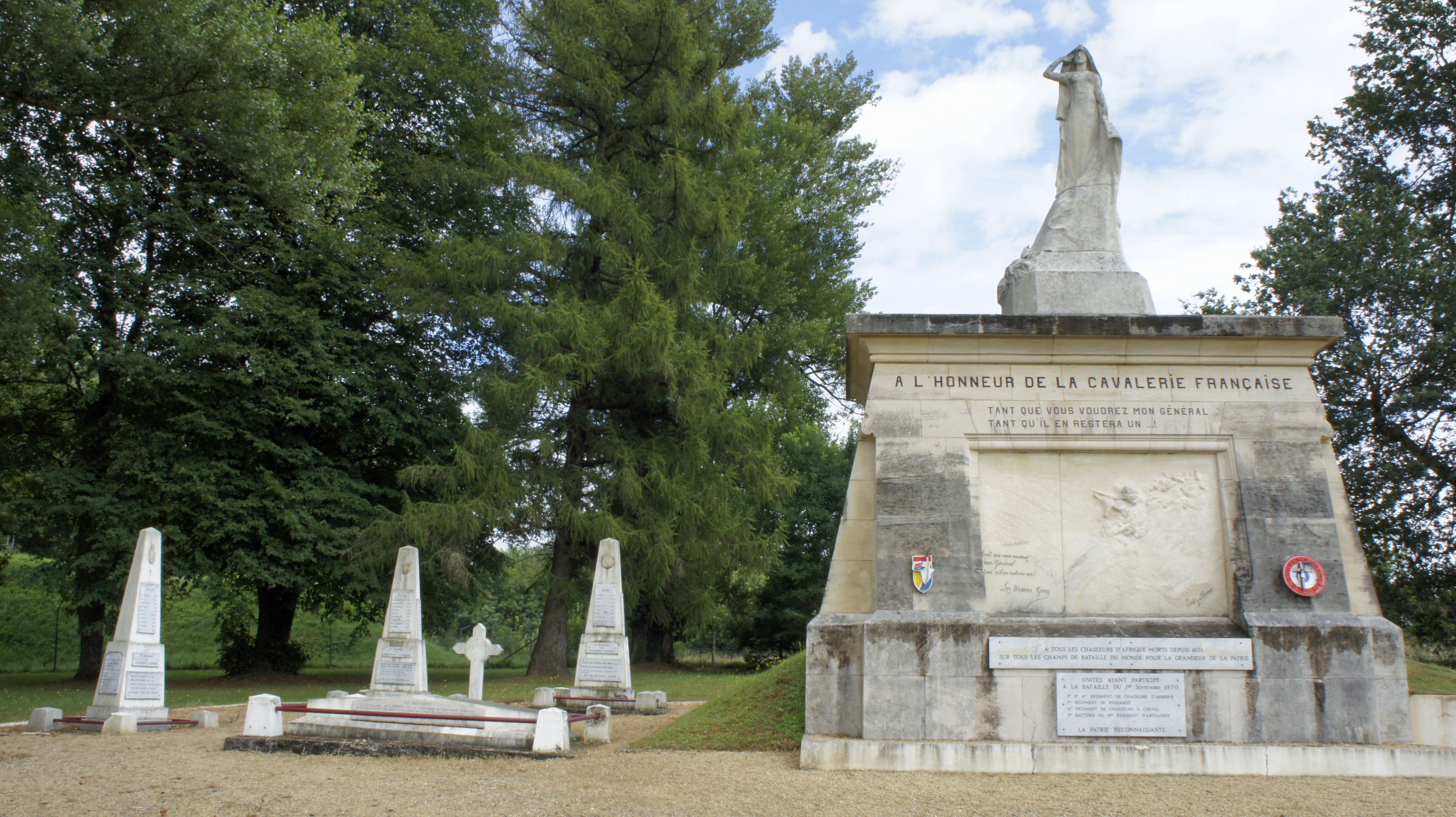
Tượng đài Tôn vinh kỵ binh Pháp (Honneur de la cavalerie française), hay Những con người can trường (Les Braves Gens), được kiến trúc sư Emile Guillaume xây dựng năm 1910.

Ngoài ra, một toán thiết kỵ binh Pháp đổ ra từ Gaulier tập hậu quân Đức, nhưng vấp phải sự chống cự của khinh kỵ binh Phổ và bị đẩy lùi lên mạn bắc. Một số phân đội kỵ binh khác của Pháp vượt qua tuyến phòng ngự của bộ binh Đức và đến tận con đèo hẹp ở St. Albert trước khi bị các tiểu đoàn trấn giữ tại đây đánh thiệt hại nặng. Ngoài ra, vài khối kỵ binh Pháp khác lại đánh vào Floing thêm một lần nữa nhưng bị Tiểu đoàn Khinh chiến 5 bắn hạ. Sau đó, kỵ binh Pháp mở hai đợt xung phong nữa nhưng lần nào cũng bị súng trường và đại bác của Phổ đẩy lui với thiệt hại hết sức nặng nề. Tinh thần tấn công dũng cảm của các đơn vị kỵ binh Pháp trong trận chiến đã khiến cho vua Wilhelm I từng bật thốt: "Ôi! Những con người can trường." Câu nói của vua Phổ đến nay vẫn được ghi khắc trên một đài tưởng niệm ở phía trên Floing. Nhưng các đợt tấn công tự sát của kỵ binh Pháp đã không thể xoay chuyển thế trận. Để đập tan các đợt tiến công này, bộ binh Phổ chỉ bị tổn thất nhẹ và giờ đây họ tái chiến với sư đoàn Liébert. Quân của Liébert chống trả ngoan cường và gây cho địch nhiều tổn thất: 3 tiểu đoàn của Trung đoàn Bộ binh 6 kết thúc ngày hôm ấy với sự chỉ huy của các trung úy. Đến 15h, quân Pháp rút chạy vào Bois de Garennes.
Khoảng một giờ trước đó, nhận thấy lực lượng quân Bayern ở Bazeilles đã kiệt quệ, De Wimpffen trở lại ý định ban đầu của mình: ông sai các Quân đoàn I, V và XII, với sự yểm trợ của Quân đoàn VII, thọc một mũi vào trận tuyến quân Bayern và mở đường chạy ra Carignan. Tuy nhiên, trong ngày hôm đó, các mệnh lệnh của Wimpffen đã thể được truyền đến các chỉ huy cấp quân đoàn – hoặc, nếu đến, thì đến quá muộn để có thể được tiến hành. Quân đội Pháp giờ đây đã sắp gần đến hơi thở cuối cùng. Chỉ còn có 3 sư đoàn Bassoigne, Gozo và Grandchamp là chưa tham gia giao chiến. Vào lúc 15h, các sư đoàn Gozo và Grandchamp từ Fond de Givonne tiến lên cao điểm phía đông và, với sự phối hợp của các khẩu đội pháo, họ tấn công Sư đoàn Bộ binh 23 của Sachsen trong khi sư đoàn này đang hành quân trong thung lũng tả ngạn sông Givonne. Với sự yểm trợ từ đội hình bên trái và pháo binh của Quân đoàn Vệ binh Phổ, quân Sachsen nhanh chóng đập tan đợt tấn công này, buộc địch phải chạy qua thung lũng và về Fond de Givonne. Đến thời điểm này, tinh thần chiến đấu của người Pháp đã tan vỡ và hàng trăm quân Pháp đồng loạt đầu hàng. Không lâu sau khi các cao điểm phía tây Givonne nằm chắc trong tay quân Đức, họ triển khai pháo binh tại đây. Lúc 15h, một trận tuyến pháo binh gồm 21 khẩu đội trải dài từ Bazeilles tới Haybés đã vào trận.

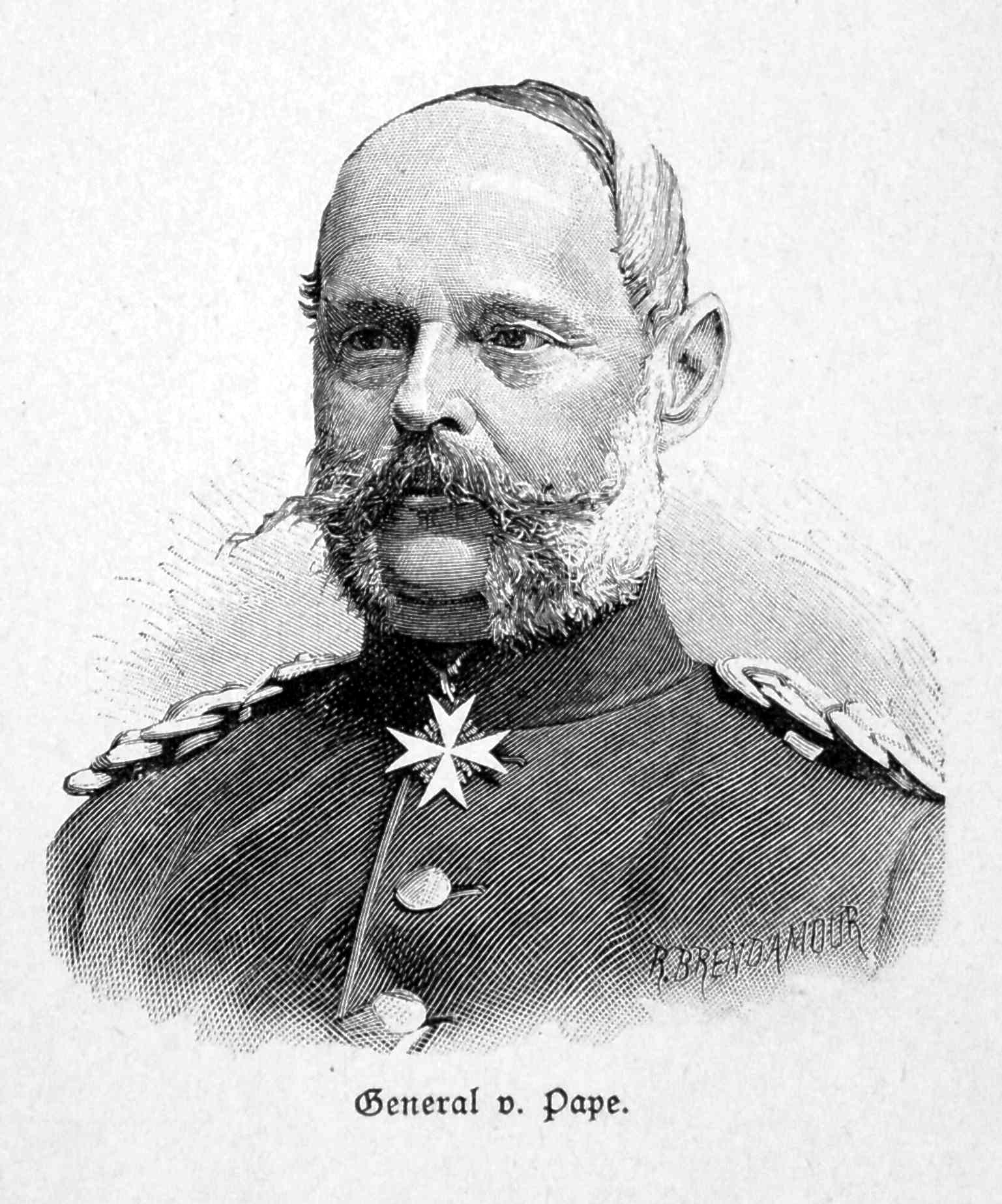
Alexander von Pape, Chỉ huy trưởng Sư đoàn Vệ binh số 1.

Vẫn còn một vị trí mà quân Đức chưa làm chủ: rừng Bois de Garenne, nơi có nhiều tàn binh của tất cả các đơn vị và binh chủng quân Pháp đang trú ẩn. Sau một đợt pháo kích ngắn, Hohenlohe ra hiệu cho Sư đoàn trưởng Sư đoàn Vệ binh số 1 Alexander von Pape tiến công. Trước đó, khi pháo binh Quân đoàn Vệ binh Phổ bắn phá chưa xong, Pape từng yêu cầu cho Sư đoàn Vệ binh số 1 xuất kích nhưng bị Hohenlohe ngăn cản. Giờ đây, quân của Pape từ Givonne thận trọng trèo lên các cao điểm, và được sự phối hợp của các tiểu đoàn Sachsen cùng với quân cánh trái của Binh đoàn số 3 đang kéo đến từ Illy. Tình hình trở nên hết ức rối loạn: ngoài một số toán quân Pháp cố sức chống đánh, số quân Pháp chịu hàng lên tới hàng nghìn người. Đến 17h, khu rừng đã hoàn toàn ngằm gọn trong tay quân đội Phổ-Đức.
Trong khi đó, người ta nhìn thấy các đội hình quân Pháp dài dặc đổ xuống Sedan từ các ngọn đồi xung quanh. Tình hình quân Pháp trở nên "không thể tả nổi", theo như lời của tướng Ducrot. Những mớ tàn quân hết sức hỗn độn dồn vào bên trong và xung quanh các bức tường thành Sedan. Ducrot hồi tưởng: "Các nẻo đường, các quảng trường, các cửa ngõ, bị tắc nghẹt bởi các xe bò, xe ngựa, đại bác, đồ đạc hành lý và đống đổ nát của một đội quân thảm bại. Nhiều người dẫm đạp lên nhau mà chết ở cổng thành". Để nhanh chóng dứt điểm trận chiến, vua Wilhelm I sai các khẩu đội từ bên sông Meuse bắn xối xả vào Sedan nhằm khẳng định với người Pháp về "sự vô vọng của tình hình". Đạn pháo quân Đức nổ dồn dập vào giữa những đống tàn binh Pháp. Chỉ sau 20 phút, thành phố Sedan bừng cháy. Sau khi kéo rốc qua Torcy, lính bộ binh Bayern chuẩn bị tràn chiếm hàng rào cọc tại cổng thành Sedan, nhưng trước khi họ có thể thực hiện điều đó, những ngọn cờ trắng đã được quân Pháp giăng trên các tòa tháp vào lúc 16h30.

#### Các cuộc thương thuyết

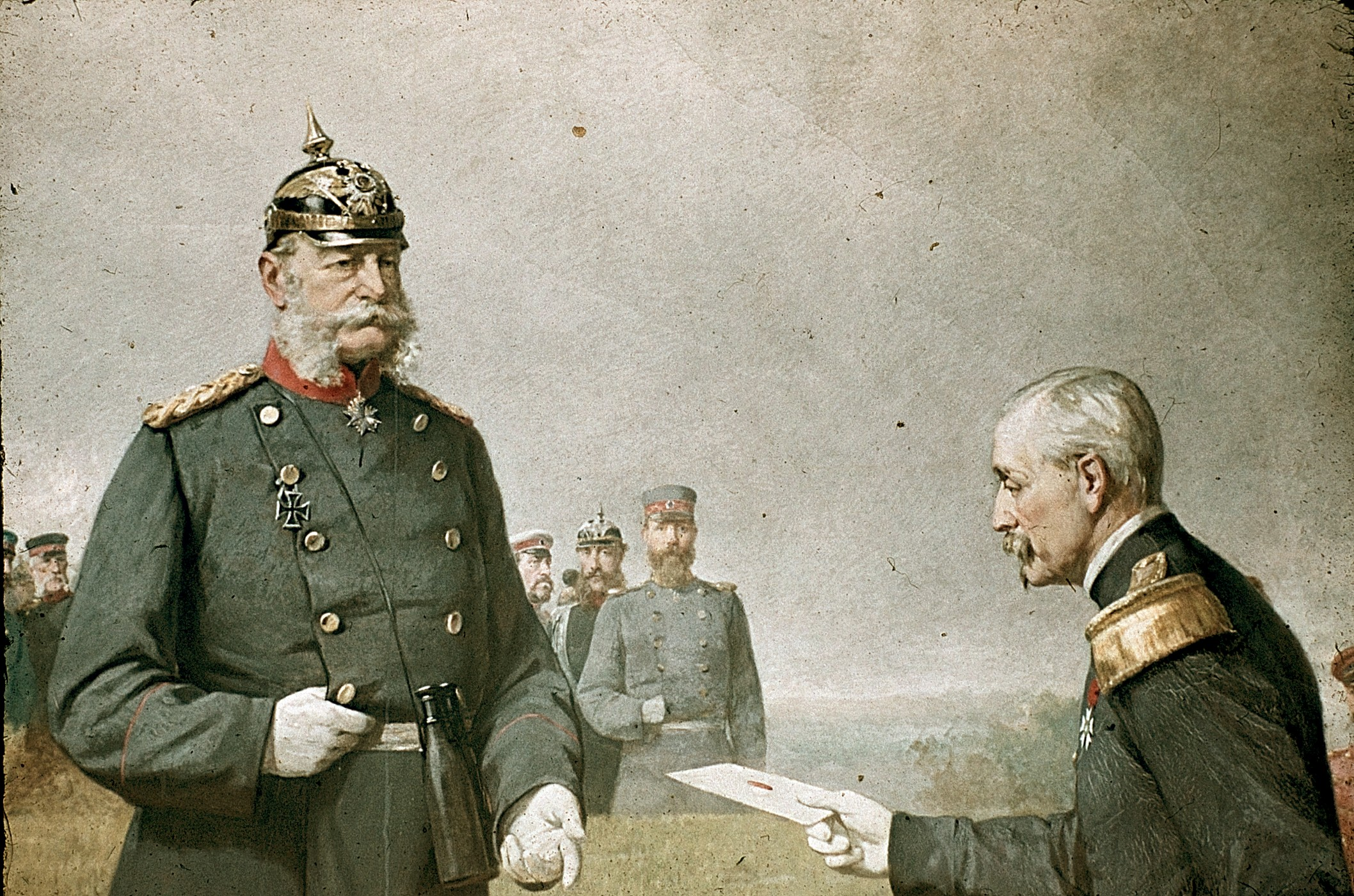
Tướng Pháp Reille đệ trình bức thư của Napoléon III cho vua Phổ Wilhelm I, tranh vẽ của Carl Steffeck (1884).

Đứng trước tình hình tuyệt vọng của quân đội Pháp, Hoàng đế Napoléon đã bác bỏ ý định phá vây của Wimpffen và quyết định tiến hành đàm phán với đối phương. Quân đội Pháp được lệnh ngừng bắn.
Về phía Phổ, khi Wilhelm I nhận thấy Sedan bốc hỏa, ông truyền lệnh cho pháo binh ngừng bắn. Nhà vua sai viên sĩ quan Bộ Tổng tham mưu là Thượng tá Bronsart von Schellendorff mang cờ đình chiến đến pháo đài để chiêu hàng quân Pháp. Trên đường đi, Bronsart gặp một sĩ quan Bayern, người đã thông báo với ông rằng cờ trắng đang bay phất phới trên nóc thành. Tại Sedan, khi Bronsart yêu cầu gặp Tổng tư lệnh quân Pháp, ông được đưa đến diện kiến Napoléon III – người mà cho đến giờ không hề được phía Đức biết là đang hiện diện ở Sedan. Khi Bronsart nói với Napoléon rằng sứ mệnh của ông là chiêu hàng quân đội Pháp và pháo đài Sedan, vị Hoàng đế bảo Bronsart phải tiến hành đàm phán ngay lập tức với Wimpffen vì Wimpffen, chứ không phải là Napoléon, mới là Tổng chỉ huy Tổng chỉ huy quân Pháp. Napoléon cũng viết một lá thư xin hàng và sai một trong các phụ tá của mình, tướng Reille, cùng Bronsart mang thư đến cho vua Phổ vào lúc 19h.
Bức thư của Napoléon khởi đầu như sau: "Do ta không thể nhận lấy cái chết trước ba quân của ta, ta xin dâng thanh gươm của ta vào tay Bệ hạ". Do Napoléon không xem mình là Tổng chỉ huy, ông tuyên bố riêng mình đầu hàng (đối với ông, trách nhiệm dàn xếp cuộc đầu hàng của toàn bộ quân Pháp phải thuộc về Wimpffen). Sau khi đọc thư, vua Wilhelm I giao cho Reille gửi Napoléon gửi một bức thư theo đó nhà vua đồng ý thu nhận thanh gươm của Napoléon, đồng thời nhấn mạnh việc giải giáp quân đội Pháp như một điều kiện đầu hàng quan trọng nhất. Đêm hôm đó, sau khi sai Moltke và Bismarck tiến hành các cuộc đàm phán quân sự và ngoại giao về điều kiện đầu hàng của người Pháp, nhà vua trở về tổng hành dinh Vendresse trong sự reo hò nồng nhiệt của quân sĩ.

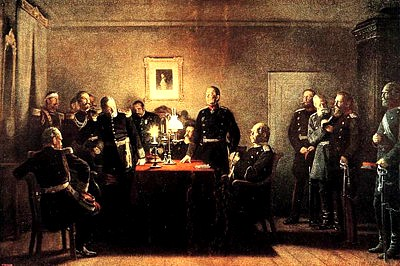
Cuộc đàm phán về điều kiện đầu hàng của quân Pháp ở Donchery qua nét vẽ của Anton von Werner.

Phía Pháp cử Wimpffen làm khâm sai toàn quyền, cùng với viên sĩ quan hầu cận của hoàng đế là tướng Felix Castelnau đến thương thuyết với bộ đôi Bismarck-Moltke tại Donchery trong đêm ngày 1 tháng 9. Bismarck và đặc biệt là Moltke đã bộc lộ quan điểm chống Pháp của mình và liên tục bác bỏ những lời xin của Wimpffen về một cuộc "đầu hàng trong danh dự", theo đó quân đội Pháp được rút khỏi Sedan cùng với mọi trang bị, hành lý và cờ phướn của họ. Moltke nhanh chóng lập luận rằng một khi Hoàng đế Pháp trở thành tù binh, chỉ có việc giải giáp quân đội Pháp và ký kết hòa ước mới có thể ổn định tình hình. Nhưng Wimpffen thúc giục hai vị lãnh đạo Phổ rằng sự khoan hồng là cách tốt nhất để hai nước Đức và Pháp hình thành nền tảng của một quan hệ ổn định thời hậu chiến, và cảnh báo rằng một hòa ước khắc nghiệt sẽ làm dấy lên một làn sóng cay đắng và phẫn nộ trong dân chúng Pháp, mà họ sẽ không thể nào bỏ qua. Để "phản pháo", Bismarck chỉ ra vấn đề của nền dân chủ Pháp:
| “                   | Một người không thể lệ thuộc vào sự tri ân, mà nhất là sự tri ân của một dân tộc. Nếu nước Pháp có được những thể chế vững chắc, nó có lẽ sự tri ân của nó là đáng tin, nhưng nó không hề có những thể chế như vậy. Một người không thể tin vào bất kỳ điều gì ở nước ông. | ” |
| — Otto von Bismarck | |   |

Thêm vào đó, Thủ tướng Phổ lên án người Pháp là một dân tộc "dễ bị kích thích, tham tàn, hay đố kỵ và tự đắc đến cực đại", đồng thời khẳng định người Đức từng là một dân tộc hòa bình, vô hại, nhưng Pháp đã gây chiến với họ 30 lần trong vòng 200 năm qua. Giờ đây thời thế đã thay đổi, con đường đến Paris đã rộng mở cho các đạo quân Đức, và Bismarck kết luận:
| “                   | Vận mệnh của trận đánh đã trao cho chúng tôi những binh lính tốt nhất, những sĩ quan tốt nhất của quân đội Pháp; tự ý thả tự do cho họ tức là chịu rủi ro nhìn họ tiến đánh chúng tôi một lần nữa, và đó là sự điên rồ. | ” |
| — Otto von Bismarck | |   |

Sau đó, Castelnau vào cuộc và cho biết Napoléon giao nộp gươm báu cho vua Wilhelm trong niềm hy vọng rằng vua nước Phổ sẽ động lòng và chấp nhận những điều kiện đầu hàng danh dự của Pháp để có thể chấm dứt cuộc đổ máu. Moltke vẫn kiên quyết với luận điểm của mình, nhưng Bismarck liền bắt chuyện. Ông hỏi rằng thanh gươm của Napoléon là của riêng ông ta hay của nước Pháp; vì, nếu là của nước Pháp, thì mọi thứ sẽ thay đổi ngay lập tức: không chỉ quân đội Pháp mà Nhà nước Pháp sẽ đầu hàng. Sau khi Castelnau nói đây là sự đầu hàng cá nhân, Moltke can thiệp và tuyên bố những điều khoản của ông – sự giải giáp và đầu hàng của quân đội Pháp (trừ các sĩ quan được tha nếu chấp nhận một lời hứa danh dự) – là không thể xoay chuyển. Khi Wimpffen cố gắng thuyết phục Moltke một lần cuối, vị tướng Phổ đưa cho ông một bản đồ, trong đó các khẩu đội pháo Phổ đã khóa chặt đội quân tàn tạ của Pháp, làm Wimpffen đuối lý. Wimpffen và Castelnau bèn trở lại Sedan hỏi ý những người đồng cấp, và thời gian đình chiến được kéo dài 9h sáng ngày hôm sau.

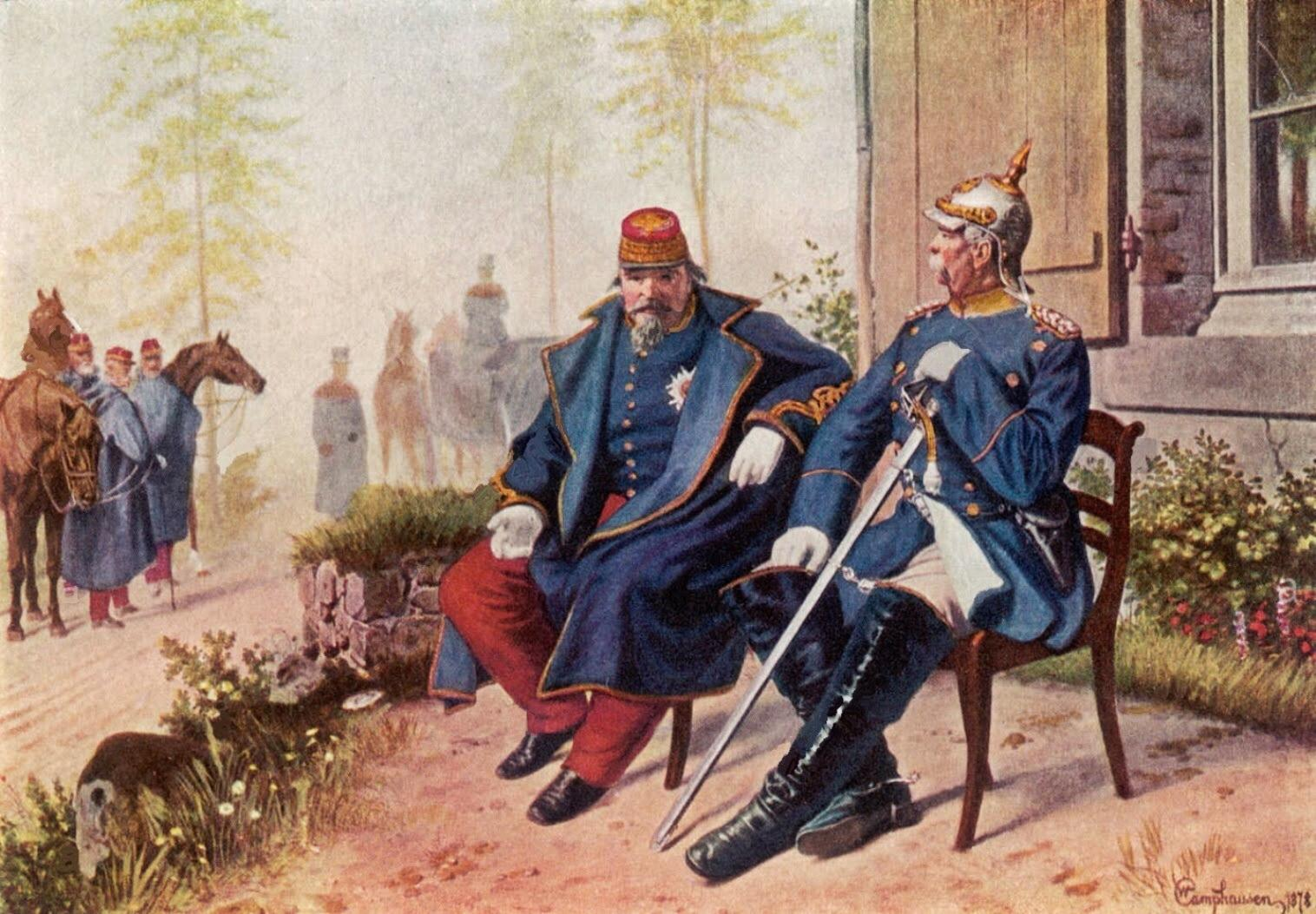
Bismarck và Napoléon III sau trận Sedan.

Khi được Wimpffen hỏi ý, các đồng cấp của ông ta đều nhận thức rõ cuộc thảm họa của quân đội Pháp và viết một bức thư ngắn chấp thuận các điều khoản của phía Phổ. Họ cùng Wimpffen đến tổng hành dinh quân Phổ, để lại Napoléon III ở phía sau. Giờ đây, trong một nỗ lực cuối cùng nhằm vãn hồi hậu quả của thất bại, Napoléon tìm đến Donchery vào buổi sáng ngày 2 tháng 9 để trực tiếp cầu xin nhà vua Wilhelm I sau lưng Bismarck và Moltke. Nhưng Bismarck đến gặp Napoléon trên đường đi và nói rằng Quốc vương đang ở xa. Ông rủ Napoléon đến một mái nhà tranh giữa đoạn đường từ Sedan đến Donchery để lắng nghe ý định của vị hoàng đế bại trận. Sau khi được biết Napoléon coi mình là một tù binh chứ không phải là nguyên thủ, Bismarck nói ông không thể giúp gì được Napoléon. Một tiếng sau, Napoléon gặp Moltke và gợi ý với vị tướng Phổ về khả năng vận chuyển toàn bộ quân đội Pháp sang đất Bỉ. Nhưng Moltke quyết không nhân nhượng và tình hình đã cho Napoléon thấy rõ rằng ông ta không thể gặp gỡ vua Phổ trước khi văn kiện đầu hàng được ký kết.

#### Quân đội Pháp đầu hàng

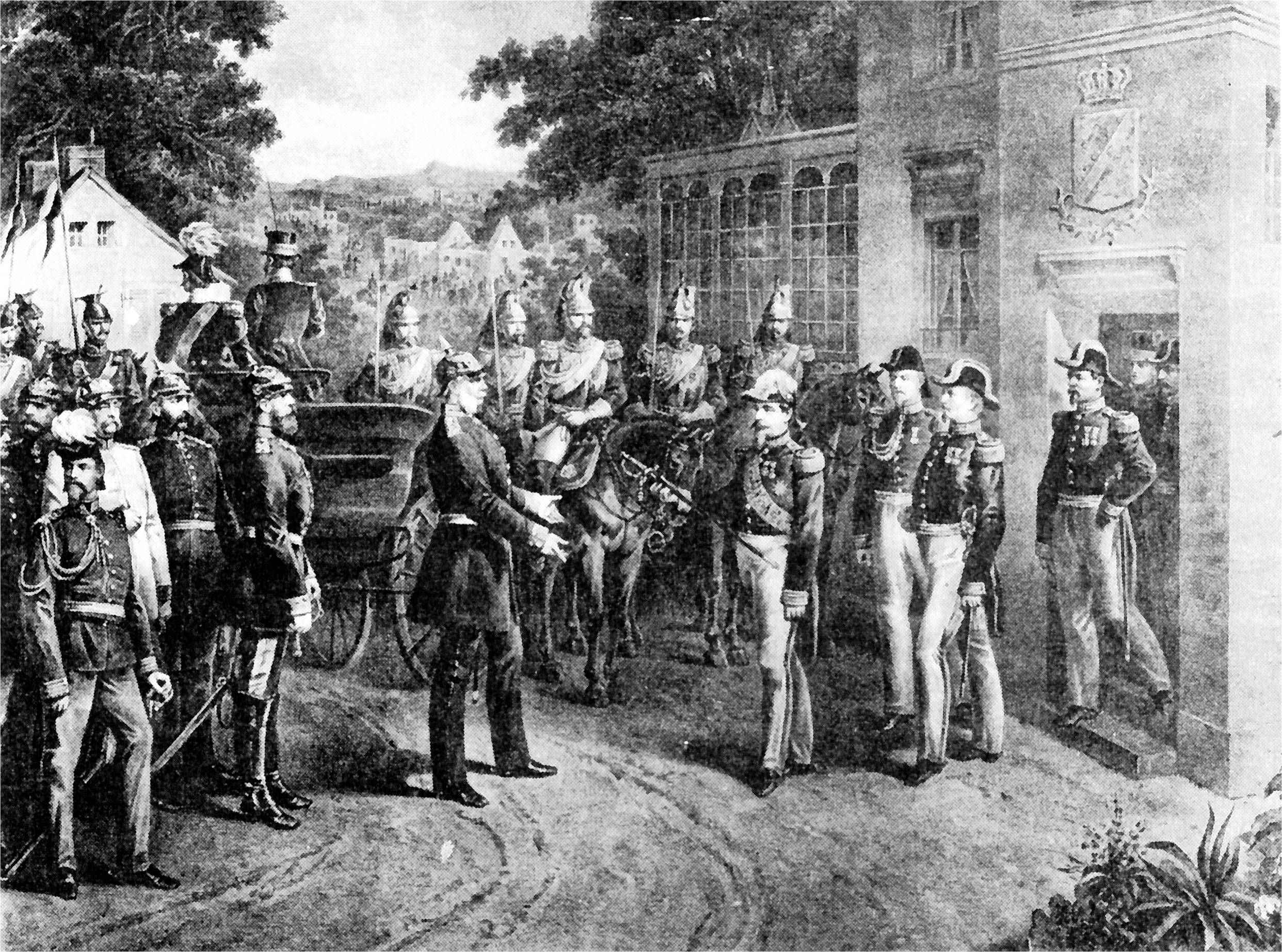
Napoléon III dâng nộp gươm báu cho Wilhelm I.

Lúc 11h, tại lâu đài Bellevue trên một con sông gần Frénois, Wimpffen ký kết các điều khoản mà Moltke đưa ra. Theo đó, toàn bộ quân đội Pháp bị bắt sống. Riêng các tướng lĩnh và sĩ quan sẽ được phép giữ lấy quyền tự do, khí giới và tài sản cá nhân của mình nếu như họ chấp nhận lời thề danh dự rằng họ sẽ không tham chiến nữa cho đến khi cuộc chiến chấm dứt, và không được "hoạt động chống lại quyền lợi của nước Đức". Cũng theo văn bản đầu hàng, một ủy ban quân sự sẽ được thành lập tại Sedan do một tướng Pháp cầm đầu, với nhiệm vụ trao mọi vũ khí và phương tiện chiến tranh của quân đội Pháp (gồm quân kỳ, hiệu kỳ, đại bác, đạn dược...) cho một ủy ban quân sự của Đức. Pháo đài Sedan sẽ được giao nộp cho nhà vua nước Phổ trễ nhất là vào đêm ngày 2 tháng 9. Văn kiện cũng quy định các tướng lĩnh và sĩ quan không chấp nhận lời thề danh dự sẽ buộc phải giải giáp và đầu hàng như các binh lính Binh đoàn Châlons. Việc giải giáp và đầu hàng của quân Pháp sẽ được tiến hành trong các ngày 2 và 3 tháng 9.
Theo sự bài trí của Moltke, quân đội Pháp sẽ được quy tụ ở bán đảo Iges trên sông Meuse. Moltke sai Quân đoàn I Bayern và Quân đoàn XI Phổ canh gác và vận chuyển các xe chở tù binh theo hai đường: 1. Qua Stenay, Estain và Gorze, tới Remilly trên tuyến đường sắt Metz-Saarbrücken; 2. Qua Clemont en Argonne và St. Mihiel tới Pont à Mousson, nơi đạo quân vây hãm Metz sẽ tiếp nhận tù binh và giải họ về Đức.
Xong việc đàm phán, Bismarck mới đưa Napoléon đến lâu đài Bellevue, nơi nhà vua nước Phổ ghé thăm ông ta. Napoléon nói rằng ông không muốn có chiến tranh, nhưng bị công chúng đẩy vào cuộc chiến. Vua Phổ đồng ý một cách tế nhị. Napoléon cũng xin một ân huệ – ông sẽ được giải về Đức qua Bỉ, chứ không phải là qua con đường mà quân lính của ông được bố trí. Bismarck tán thành. Từ ngày 5 tháng 9 năm 1870 đến ngày 19 tháng 3 năm 1871, Napoléon và các tùy tùng được giam lỏng trong một lâu đài ở Wilhelmshöhe, gần Kassel.

## Kết cục
Trận Sedan được nhìn nhận là một kiệt tác bậc thầy của nhà quân sự Đức Moltke. Với các chiến thắng Königgrätz và Sedan, Moltke đã áp dụng thành công học thuyết của Clausewitz về việc tìm kiếm thắng lợi quyết định bằng một trận đánh hủy diệt. Sedan từng được đánh giá là "Cannae của thế kỷ 19". Theo sử gia Eric Dorn Brose, đây không những là một ngày vinh quang của quân đội Đức mà còn là một ngày đặc biệt quan trọng của pháo binh. Trận đánh kết thúc với thiệt hại của phía Đức là 2.320 người tử trận, 5.980 người bị thương và 700 mất tích. Quân Pháp thiệt hại nặng hơn nhiều, với 3.000 người chết, 14.000 người bị thương, 25.000 bị bắt trong trận đánh và 83.000 bị bắt sau khi văn kiện đầu hàng được ký kết. Chênh lệch về tổn thất giữa hai bên đã nói lên hiệu quả hết sức to lớn của các khẩu pháo hiệu Krupp mà phía Đức sử dụng. Vai trò quyết định của đại bác Đức trong trận đánh đã khiến cho Sedan trở thành một bước đột phá đỉnh điểm trong lịch sử pháo binh, khẳng định tầm quan trọng của pháo binh trong chiến tranh hiện đại. Qua đó, trận đánh đã báo hiệu cho những gì sẽ xảy ra 40 năm tới.
Ngoài ra, cuộc đầu hàng của quân đội Pháp cũng đem lại cho người Đức một số chiến lợi phẩm khổng lồ, với 3 cờ hiệu, 419 pháo dã chiến, 139 công thành pháo, 66.000 súng trường, 6.000 ngựa chiến cùng hơn 1.000 xe goòng. 3.000 lính Pháp chạy vào Bỉ và được giải giáp trên lãnh thổ nước này. Bên cạnh đó, 550 sĩ quan Pháp đã được tha bổng sau khi chấp nhận lời thề danh dự.

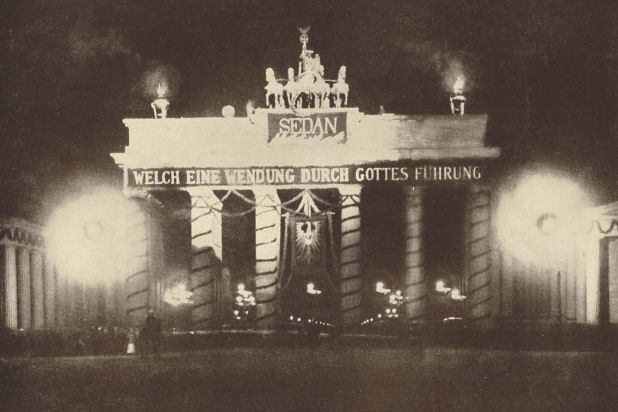
Cổng Brandenburg lên đèn trong 'Ngày Sedan' năm 1898. Dòng chữ có thể được dịch là "Thật là một thay đổi dưới sự dẫn dắt của Chúa".

Sau khi lan tới Paris, tin tức về cuộc đầu hàng của Hoàng đế đã làm dấy lên làn sóng căm phẫn của công chúng Pháp. Vào ngày 4 tháng 9 năm 1870, một cuộc cách mạng không đổ máu đã lật đổ nền thống trị của Đệ nhị Đế chế và dẫn đến sự thành lập nền cộng hòa thứ ba trong lịch sử Pháp. Chính quyền Cộng hòa kiên quyết theo đuổi cuộc chiến; song, mặc dù cuộc chiến sẽ còn tiếp diễn trong 5 tháng nữa, trận Sedan đã hoàn toàn định đoạt phần thắng của người Đức. Với việc đạo quân chủ lực của Bazaine bị vây kín ở Metz (và đầu hàng ngày 27 tháng 10) trong khi đạo quân chủ lực của MacMahon bị tiêu diệt ở Sedan, người Pháp không còn lực lượng nào có thể cản nổi sức tấn công của quân Phổ. Quyền chủ động trong cuộc chiến giờ đây đã nằm vững trong tay người Đức. Chẳng bấy lâu sau đại thắng Sedan. Moltke điều Binh đoàn số 3 và Binh đoàn sông Maas tiến đánh thủ đô Pháp. Ngày 19 tháng 9, họ đến ngoại ô Paris và bắt đầu vây hãm thành phố. Trong khi hai binh đoàn của Đức bẻ gãy hàng loạt cuộc phá vây của quân phòng thủ Paris, các lực lượng dày dạn chiến trận khác của Moltke cũng liên tục đánh thắng đạo quân mới được chiêu mộ ở các tỉnh trong các chiến dịch khốc liệt vào mùa thu và mùa đông. Cuối tháng 12 năm 1870, Bismarck ra lệnh pháo kích Paris. Moltke phản đối hành động này, thay vì đó ông ta chủ trương bỏ đói Paris để buộc thành phố phải đầu hàng sau vài tháng chống cự.
Chẳng bấy lâu sau trận Sedan, Bismarck đã tiến hành đàm phán với các quốc gia Nam Đức nhằm tiến tới thành lập một nhà nước liên bang Đức dưới sự lãnh đạo của Phổ. Cuối cùng, vào ngày 18 tháng 1 năm 1871, lễ thành lập Đế quốc Đức đã được cử hành tại điện Versailles với sự tham dự của Wilhelm I, Bismarck và 500 sĩ quan Đức trong khi nước Pháp cận kề thất bại. Wilhelm I được tấn phong làm vị hoàng đế đầu tiên của một nước Đức thống nhất. Ngày hôm sau, quân Đức đập tan một cuộc phá vây của 9 vạn quân phòng ngự Paris. Bismarck tiếp tục dội đại bác vào Paris, nhưng suy tính của Moltke đã đúng. Trước cơn đói khát nghiêm trọng của dân chúng Paris, người Pháp buộc phải đầu hàng vào ngày 28 tháng 1 năm 1871. Hòa ước Frankfurt ngày 10 tháng 5 năm 1871 đã dứt điểm cuộc chiến. Chiến thắng nước Pháp cùng với những thắng lợi trước Đan Mạch (1864) và Áo (1866) của Bismarck đã biến nước Đức thành một cường quốc mạnh nhất Trung Âu, lấn át thế lực của các kình địch cũ Áo và Pháp.
Ngày 2 tháng 9, ngày mà Napoléon III và toàn bộ quân đội Pháp đầu hàng, đã trở thành một ngày lễ quốc gia (Ngày Sedan – Sedantag) tại Đế quốc Đức và được tổ chức hằng năm cho đến khi đế quốc này sụp đổ vào năm 1918. Ngày nay, ở nhiều thành phố của Đức có đường mang têm Sedan (Sedan Strasse), gợi nhớ đến trận thắng vang dội này.

## Chú giải
• a)^  Chỉ huy quân đoàn này là tướng Julius von Bose đã bị thương trong trận Frœschwiller ngày 6 tháng 8 năm 1870 và trao tạm quyền chỉ huy cho Gersdorff. Bản thân Gersdorff bị trọng thương trong trận Sedan ngày 1 tháng 9 và qua đời ngày 13 tháng 9.